# Episodi di Galaxy Express 999
Lista di episodi dell'anime Galaxy Express 999.
| Nº  | Titolo italiano Giapponese 「Kanji」 - Rōmaji | In onda           | In onda          |
| Nº  | Titolo italiano Giapponese 「Kanji」 - Rōmaji | Giapponese        | Italiano         |
| 1   | La ballata della partenza 「出発(たびだち)のバラード」 - shuppatsu (tabidachi) no barado | 14 settembre 1978 | 2 febbraio 1982  |
| 1   | Il piccolo Masai e sua madre sono in viaggio per raggiungere la città di Megalopolis e salire a bordo del Galaxy Express 999, il treno spaziale che li porterà su Andromeda, pianeta su cui si dice si distribuiscano gratuitamente corpi meccanici. Mentre attraversano una landa innevata, ormai vicini a Megalopolis, i due si imbattono nel crudele Duca Meccanico, intento in una battuta di caccia per catturare esseri umani da esporre come trofei nella propria villa. La madre di Masai viene uccisa dal Duca; Masai riesce a fuggire, ma poco dopo, ormai sfinito, sviene, rischiando l'assideramento. Il bambino viene trovato e salvato appena in tempo da una misteriosa ragazza bionda che si presenta come Maisha. Quest'ultima offre a Masai un biglietto gratuito per il GE999 a patto che accetti di fare il viaggio assieme a lei; Masai, entusiasta, accetta, ma prima decide di prendersi la propria vendetta sul Duca Meccanico. Armato di pistola, il ragazzo si introduce nella villa del Duca e lo uccide, riuscendo poi a fuggire a Megalopolis con l'aiuto di Maisha. I due, però, sono ricercati dalla polizia per l'assassinio del Duca e riescono ad imbarcarsi appena in tempo sul GE999 e il treno parte dalla stazione di Megalopolis diretto verso la sua prima fermata: il pianeta Marte. |                   |                  |
| 2   | Il vento rosso di Marte 「火星の赤い風」 - kasei no akai kaze | 21 settembre 1978 | 3 febbraio 1982  |
| 2   | Il GE999 raggiunge la prima fermata, Marte. Il pianeta rosso si presenta come un ambiente desolato ove oramai pochissime persone continuano a vivere; dopo grandi sforzi compiuti per renderlo abitabile e dotarlo d'atmosfera respirabile, si trova ridotto in uno stato di quasi totale abbandono. Masai decide di approfittare della fermata per dare un'occhiata in giro e si dirige verso una cittadina, vicina alla stazione, spazzata dal polveroso vento rossiccio che sovrasta l'intero pianeta. Il ragazzo incontra una giovane marziana di nome Freme e insieme a lei visita la piccola cittadina; durante il giro, Masai viene aggredito da Geronimo, fidanzato di Freme, intenzionato a rubargli il biglietto per potersi imbarcare sul GE999 e lasciare Marte. Freme però non vuole che questi se ne vada senza di lei e, fingendo d'attaccarlo, costringe il fidanzato a spararle, uccidendola; Masai, nel frattempo, è stato protetto dal colpo di pistola rivoltogli contro grazie al sacchetto di monete d'oro, datogli da Maisha prima di scendere dal treno, che portava con sé dentro il cappotto: l'ultimo duello vede Masai sparare e uccidere Geronimo senza che quest'ultimo accenni ad una qualsiasi reazione di difesa. Masai scopre che sia Geronimo che Freme possedevano dei corpi meccanici, ma nonostante ciò non sembravano felici, e ne rimane stupito. |                   |                  |
| 3   | Un guerriero su Titano 「タイタンの眠れる戦士」 - taitan no nemure ru senshi | 28 settembre 1978 | 9 febbraio 1982  |
| 3   | Masai e Maisha fanno la conoscenza di Claire, la cameriera del vagone ristorante del GE999, il cui corpo è interamente composto di sostanza vetrosa; è stata la madre della ragazza a costringerla a diventare così ed ora Claire lavora sul treno per poter guadagnare il denaro necessario a riacquistare il proprio vero corpo. Poco dopo il treno entra in un tunnel spaziale e Masai crede di vedere tra i passeggeri del treno la propria madre; si tratta in realtà di una creatura mostruosa risiedente nel tunnel il cui scopo è trascinare Masai fuori dal treno. Claire si sacrifica autodistruggendosi per salvare il bambino; il Controllore, in memoria della coraggiosa ragazza, ne sparge poi i frammenti nello spazio. Il GE999 approda poi su Titano, un satellite del pianeta Saturno, dove vige la regola dell'assoluta libertà individuale. Maisha e Masai passano un brutto momento: la prima viene rapita da una banda di fuorilegge del posto ed il secondo tramortito nel tentativo di aiutarla. Masai viene soccorso da un'anziana abitante del posto, che gli dona una pistola e gli fornisce le indicazioni necessarie per raggiungere il luogo dove Maisha è tenuta prigioniera. La disavventura si conclude nel migliore dei modi, e Masai e Maisha, decisi ad evitare altre sorprese, decidono di trascorrere il resto della fermata (ben sedici giorni) sul treno. (Nota: nell'episodio precedente, Maisha afferma che il GE999 sosta su ogni pianeta un intero giorno e spiega che, dal momento che il giorno di sosta è calcolato in termini di ore terrestri, esso può durare da dieci fino ad un massimo di cinquanta ore, a seconda del periodo di rotazione del pianeta in questione. Su Titano, tuttavia, la sosta dura ben sedici giorni (correttamente). Nel corso della serie, inoltre, il GE999 ignora numerose volte la regola descritta da Maisha; si tratta perciò di un probabile errore di traduzione.) |                   |                  |
| 4   | Antalius, il rapinatore dello spazio 「大盗賊アンタレス」 - daitōzoku antaresu | 5 ottobre 1978    | 10 febbraio 1982 |
| 4   | Il bandito Antalius s'intrufola a bordo del GE999 e passa da una carrozza all'altra, rapinando tutti i passeggeri che incontra; arrivato allo scompartimento dove si trovano Masai e Maisha, li prende entrambi in ostaggio e dirotta il GE999 verso la propria abitazione, sita su un piccolo asteroide. Qui, i due scoprono che Antalius è vedovo con molti figli ancora bambini; Masai salva la vita di Antalius quando il conduttore cerca di ucciderlo mentre Maisha cancella i dati dal GE999 sulla posizione della sua casa e declina la richiesta del bandito di restare a vivere insieme a lui. |                   |                  |
| 5   | Il pianeta dell'esitazione 「迷いの星の影(シャドウ)」 - mayoi no hoshi no kage (shadō) | 12 ottobre 1978   |                  |
| 5   | Il GE999 è giunto si confini del sistema solare, su Plutone, noto anche come il Pianeta dell'Esitazione, perché tutti i viaggiatori, una volta giunti qui, esitano a proseguire. Maisha avverte Masai di non allontanarsi dalla città dove sostano, ma il ragazzo, vinto dalla curiosità, ignora il consiglio e si avventura in un gigantesco cimitero dove, sepolti nel ghiaccio, sono custoditi i corpi di tutti coloro che hanno rinunciato al proprio corpo in carne ed ossa per acquisirne uno artificiale. Masai scorge Maisha piangere su una delle tombe; dopodiché viene avvicinato da Ombra, una donna meccanica che lavora come custode del cimitero. Ombra conduce Masai in un santuario dove custodisce il proprio vero corpo, ibernato nel ghiaccio; la donna meccanica gli spiega di essere pentita di aver rinunciato alla propria umanità e ora vorrebbe ritornare nel proprio vero corpo, di cui rimpiange la bellezza al punto di non aver voluto un viso sul proprio attuale corpo meccanico. Ombra intende impadronirsi dell'anima di Masai per sfruttarne l'energia al fine di rientrare nel proprio corpo umano, ma Maisha riesce a salvare il ragazzo. Quella notte stessa, però, Ombra attira con l'inganno Masai nuovamente nel santuario e riesce a sconfiggere Maisha; solo dietro la minaccia del ragazzo di distruggere il corpo ibernato umano di Ombra, questa accetta di lasciarli ripartire incolumi. Sul treno, Maisha confida ad un Masai profondamente addormentato che Plutone è il pianeta più infelice dello spazio; mentre il GE999 lascia il pianeta, Maisha scorge in lontananza il cimitero e piange. (Maisha afferma che il diametro di Plutone è pari a 5800 km e che la sua massa è il 10%, ossia un decimo, di quella terrestre. I valori riportati da Maisha sono consistenti con le conoscenze dei primi anni 1970. In realtà, il diametro di Plutone è di 2368 km e la sua massa è appena lo 0,22% di quella della Terra.) |                   |                  |
| 6   | La libreria della cometa 「彗星図書館」 - suisei toshokan | 19 ottobre 1978   | 16 febbraio 1982 |
| 6   | Il GE999 sosta alla Stazione delle Comete, uno strano luogo simile più ad una nebulosa che ad un pianeta vero e proprio da cui nascono le comete. Masai e Maisha ne approfittano per fare una passeggiata, durante la quale si fermano a visitare uno dei negozi della stazione, un'immensa libreria nella quale si trovano in vendita tutti i libri della Terra. Mentre si aggira per gli scaffali, Masai viene aggredito apparentemente senza motivo da uno strano individuo, che lo ferisce per poi dileguarsi. Maisha porta Masai al centro medico della stazione; il medico, però, si rivela un truffatore intenzionato a vendere forzatamente le proprie protesi meccaniche a Masai per poi costringerlo a pagare o a lavorare per lui; Maisha si accorge del raggiro vedendo un'infermiera del centro pagare l'aggressore e interviene appena in tempo per impedire al medico di mutilare Masai. Il medico viene ucciso da Maisha; Masai, invece, uccide il complice del dottore, che faceva loro la posta fuori dal centro medico per impedire che raccontassero a qualcuno della truffa. Masai e Maisha salgono sul treno, ma scoprono che due impostori hanno preso le loro sembianze e rubato loro i posti; i due, però, vengono prontamente smascherati dal Controllore e buttati fuori dal treno; si tratta di una madre e del figlioletto, che volevano imbarcarsi sul GE999 per raggiungere Andromeda ed ottenere un corpo meccanico. |                   |                  |
| 7   | La tomba della gravità (prima parte) 「重力の底の墓場 前編」 - jūryoku no soko no hakaba zenpen | 26 ottobre 1978   | 17 febbraio 1982 |
| 7   | Il GE999 attraversa una zona dello spazio nota come Tomba della Gravità, molto simile al Mar dei Sargassi terrestre, e deraglia a causa di una forza misteriosa; il treno, fuori controllo, si scontra con un altro treno, il 333, anch'egli rimasto intrappolato nella Tomba della Gravità. Una delle carrozze del GE999 rimane incastrata e Masai, Maisha e il Controllore sono costretti ad avventurarsi sul 333 per trovare il punto in cui i due treni hanno impattato e permettere al GE999 di ripartire. Stranamente, il 333 ha un aspetto molto invecchiato, come se si trovasse nella Tomba della Gravità da secoli, mentre invece la sua scomparsa risale solo a pochi giorni prima; persino i passeggeri del 333 sono già cadaveri e ridotti a scheletri. I tre incontrano una misteriosa donna incappucciata, che si presenta come Leuse: è una donna meccanica con il potere di controllare il tempo ed è lei la responsabile di quanto accaduto al 333. Leuse pretende che Masai venga con lei sul proprio pianeta, minacciando di provocare una nuova accelerazione del tempo che lo ucciderà nel giro di pochi secondi se non acconsentirà; Maisha non si oppone e Masai, sconvolto e in lacrime, non può far altro che seguire Leuse e i due lasciano il treno a bordo della navicella di quest'ultima. |                   |                  |
| 8   | La tomba della gravità (seconda parte) 「重力の底の墓場 後編」 - jūryoku no soko no hakaba kōhen | 2 novembre 1978   | 24 febbraio 1982 |
| 8   | Leuse porta Masai sul proprio pianeta, un luogo lugubre e cosparso di scheletri: si tratta dei resti di tutti coloro che si sono rifiutati di restare insieme a lei. Leuse ha rapito Masai proprio perché si sente sola e vuole compagnia. Il GE999, intanto, è ancora incastrato con il treno 333 ed è impossibilitato a ripartire a causa di Leuse: la donna, oltre che il tempo, è in grado di controllare la gravità e finché lei non deciderà altrimenti, il GE999 sarà bloccato nella Tomba della Gravità. Leuse propone a Masai di regalargli un corpo meccanico in cambio della sua compagnia, ma Masai rifiuta; Leuse, allora, gli racconta la propria storia. Un tempo, Leuse era una normale donna umana ed era un'apprezzata ballerina di flamenco. Un giorno, Leuse conobbe e si innamorò di un nobiluomo, un barone, che tuttavia la costrinse a rinunciare alla propria umanità e poi l'abbandonò quando i corpi meccanici smisero di essere una rarità. A causa di un errore di progettazione del proprio corpo meccanico, però, Leuse, al momento della trasformazione, acquisì il potere di controllare il tempo e la gravità; dopo essere stata lasciata dal barone, Leuse si ritirò sul pianeta dove vive tuttora e decise di usare i propri nuovi poteri per trovare qualcuno che restasse insieme a lei per sempre. Masai, pur toccato nel profondo dalla storia di Leuse, ribadisce il proprio rifiuto, affermando di preferire una morte da uomo libero che un'eterna prigionia in un corpo meccanico. Leuse, colpita, capisce di essersi condannata da sola e che avrebbe potuto risparmiare a se stessa la propria infelicità se solo avesse avuto una forza di volontà come quella di Masai; pentita, la signora del tempo decide di lasciar andare Masai e lo riaccompagna al GE999; prima di salutarlo, però, gli profetizza che un giorno si troverà a dover cedere la propria libertà in cambio della vita di Maisha. Sul treno, Maisha rivela a Masai di non aver fatto nulla per fermare Leuse perché sapeva benissimo che Leuse è in realtà una donna gentile e alla fine l'avrebbe lasciato andare. Leuse, dal suo pianeta, libera il GE999 e guarda sorridendo il treno mentre riparte, lasciando la Tomba della Gravità. |                   |                  |
| 9   | Il nodo ferroviario di Tradar (prima parte) 「トレーダー分岐点 前編」 - toreda bunkiten zenpen | 9 novembre 1978   | 2 marzo 1982     |
| 9   | Il GE999 fa scalo sul pianeta Tradar, principale crocevia di tutte le linee ferroviarie spaziali. Durante una passeggiata, Masai incontra Hanako, una ragazza poverissima ed affamata, e decide di offrirle da mangiare (cosa che Maisha gli aveva consigliato di non fare); il gesto attira l'attenzione di molti altri poveri e Masai si trova letteralmente assediato da una folla rabbiosa: si salva grazie all'aiuto di Hanako che lo conduce alla propria abitazione situata dentro le fogne cittadine. |                   |                  |
| 10  | Il nodo ferroviario di Tradar (seconda parte) 「トレーダー分岐点 後編」 - toreda bunkiten kōhen | 16 novembre 1978  | 3 marzo 1982     |
| 10  | Hanako conduce Masai al suo vicino pianeta natale, Nonohana, con l'intenzione di farlo conoscere ai propri anziani e malati genitori, i quali li accolgono con gioia. Hanako prega Masai di rimanere per la notte, promettendo solennemente di riportarlo a Tradar per tempo la mattina seguente. La ragazza, ora deturpata dalle fatiche dell'esistenza condotta ma un tempo molto bella, finge con i genitori il suo imminente matrimonio con Masai; essi hanno atteso da lungo tempo questo momento e preparano un banchetto fingendo d'invitare tutte le massime autorità del villaggio, quando in realtà ci sono solamente loro. Hanako ha fatto ciò per dare un'ultima gioia ai propri genitori, ben sapendo che, ora che ha perduto la propria bellezza di un tempo, nessun uomo la vorrà sposare. All'alba del giorno dopo, Masai viene recuperato da Maisha (che sapeva tutto, ma non è intervenuta perché consapevole delle motivazioni di Hanako) e partono prima che Hanako possa riuscire a salutarlo. Hanako, su Nonohana, guarda il treno ripartire e, in lacrime, ringrazia Masai per la gentilezza che lui ha mostrato verso di lei, augurandogli ogni bene. |                   |                  |
| 11  | Nuruba, il pianeta senza forma 「不定形惑星ヌルーバ」 - futeikei wakusei nuruba | 23 novembre 1978  | 9 marzo 1982     |
| 11  | Su richiesta di molti passeggeri del GE999, il treno effettua una fermata straordinaria su Nuruba, uno stranissimo pianeta dove lo spazio e il tempo sono indefiniti e dove gli abitanti sono esseri privi di forma. Sleepy e Slicky, due giovani abitanti di Nuruba, desiderano però diventare umani e decidono di approfittare del GE999; infiltratisi sul treno, rubano dunque le sembianze dei primi passeggeri che incontrano, cioè proprio Masai e Maisha. Proprio il padre dei due fratellini, però, costringe Sleepy e Slicky a rinunciare e a scusarsi con Masai e Maisha, dopodiché dà loro le dovute spiegazioni: anche se l'informità che caratterizza Nuruba è in un certo senso la condizione di vita ideale, i suoi due figli sono sempre stati attratti dalla bellezza della forma umana e volevano approfittare della fermata del GE999 per imbarcarsi e lasciare Nuruba. Chiarito tutto, il treno riparte; Masai, da uno dei finestrini, vede però una coppia di giovani passeggeri lanciarsi verso la superficie del pianeta, morendo e spiegando ciò che Maisha aveva detto al momento di avvicinarsi a Nuruba: che quello strano mondo dove tempo e spazio non esistono esercita un sinistro e fin troppo pericoloso fascino sugli esseri umani. |                   |                  |
| 12  | Il gas fossilizzante (prima parte) 「化石の戦士 前編」 - kaseki no senshi zenpen | 30 novembre 1978  | 10 marzo 1982    |
| 12  | Il GE999 è costretto ad un atterraggio di fortuna su un mondo desertico noto come il Pianeta Fossile perché cosparso di strane sculture dalle sembianze umane; un ignoto sabotatore ha infatti piazzato dei massi sulle rotaie del treno, danneggiandolo. Mentre sul GE999 vengono svolti i lavori di riparazione, Masai, imprudentemente, si allontana per poter vedere da vicino una scultura raffigurante una bellissima donna e viene aggredito da uno strano individuo che lo ferisce e gli ruba il biglietto. L'aggressore è anche responsabile del sabotaggio del GE999: il suo scopo è infatti imbarcarsi, anche se non ne spiega chiaramente il motivo. Masai, senza il biglietto, non ha diritto a restare a bordo del GE999 e il Controllore è costretto ad allontanarlo; il bambino decide allora di avventurarsi sul Pianeta Fossile per trovare il ladro e riprendersi il biglietto. |                   |                  |
| 13  | Il gas fossilizzante (seconda parte) 「化石の戦士 後編」 - kaseki no senshi kōhen | 7 dicembre 1978   | 16 marzo 1982    |
| 13  | Si scopre che le sculture del pianeta sono in realtà i resti fossilizzati degli abitanti del pianeta (la scultura vista da Masai, in particolare, è ciò che rimane dell'amata dell'uomo che l'ha aggredito), così ridotti a causa di un misterioso gas fossilizzante che ha investito il pianeta anni prima. Da allora, il pianeta è periodicamente visitato da pirati spaziali che fanno razzia dei fossili per rivenderli a carissimo prezzo. L'uomo che ha aggredito Masai è il solo superstite del pianeta al gas fossilizzante e l'aveva aggredito perché l'aveva scambiato per un pirata; solo in seguito si è accorto dell'errore, ma ha deciso di approfittare dell'occasione per trovare una cura al gas fossilizzante. Ciò che egli ignora è che le nubi di gas stanno per tornare; anche il GE999 ha pochissimo tempo per ripartire ed evitare di finire pietrificato dal gas. Masai, vedendo la navicella dei pirati, la segue fino al nascondiglio del superstite, il cui nome è Eurius; quest'ultimo imprigiona Masai per tenerlo al sicuro, ma il ragazzo riesce a liberarsi e aiuta Eurius a eliminare i pirati. È arrivato il momento della resa dei conti: Masai affronta Eurius. Quest'ultimo, alla notizia che il gas fossilizzante sta per tornare, si fa volontariamente uccidere da Masai e, prima di spirare, gli chiede due favori: di mettere il suo corpo vicino a quello dell'amata e di trovare, se ne avrà la possibilità, una cura alla fossilizzazione. Masai acconsente; dopodiché, ripresosi il biglietto, torna al GE999 e il treno riparte appena in tempo per evitare le nubi di gas, che pietrificano il corpo di Eurius. |                   |                  |
| 14  | I pianeti gemelli 「二重惑星のラーラ」 - nijū wakusei no rara | 14 dicembre 1978  | 17 marzo 1982    |
| 14  | Il GE999 fa sosta sul sistema dei Pianeti Gemelli, una coppia di mondi così chiamati perché si attraggono e si sostengono vicendevolmente. Prima di scendere, Maisha avvisa Masai che dovrà avere molta pazienza con gli abitanti (che sono tutti uomini meccanici); mentre si trovano in un bar, infatti, prima si trovano ad aver a che fare con una cameriera molto maleducata, dopodiché vengono insultati e aggrediti dagli altri avventori una volta che questi hanno capito che i due sono esseri umani. Alla vista di Maisha in pericolo Masai perde la testa e uccide tutti i presenti. Una volta usciti, Maisha si sente male a causa dell'idrogeno liquido bevuto al bar, in previsione degli effetti del quale aveva assunto un antidoto che però non ha funzionato, e la ragazza sviene in mezzo alla strada. Tentando di aiutarla, Masai viene investito accidentalmente da una vettura. La conducente, una donna meccanica di nome Lala, porta i due nel proprio laboratorio, sostenendo di essere un medico e di volerli curare; in realtà, il suo obbiettivo è appropriarsi del corpo di Masai e tornare umana. Grazie ad un marchingegno, Lala scambia il proprio corpo con quello del ragazzo, mentre Maisha assiste impotente. Subito dopo, il laboratorio esplode a causa del sovraccarico generato dalla macchina di Lala e Maisha la costringe a condurre lei e Masai da un amico medico della donna per rimettere a posto le cose. Il medico, anch'egli desideroso di tornare umano, tenta di effettuare anch'egli lo scambio con Maisha, ma la ragazza riesce a sventarne il piano e a restituire a Masai il proprio vero corpo. Masai e Maisha sono così liberi di ripartire sul GE999, ma appena prima della partenza Maisha attiva il meccanismo di autodistruzione dei Pianeti Gemelli, che collidono l'uno contro l'altro con una tremenda esplosione. |                   |                  |
| 15  | Beethoven nel paese del freddo 「水の国のベートーベン」 - mizu no kuni no betoben | 21 dicembre 1978  | 23 marzo 1982    |
| 15  | Il GE999 passa vicino ad un piccolo pianeta avvolto da una fitta e scurissima nebbia: si tratta del pianeta del Cavaliere Nero. Questi è un uomo meccanico e blocca il treno sul proprio pianeta; dopodiché, attira fuori dal treno Masai e lo prega di restare a vivere insieme a lui, non sopportando più l'eterna solitudine a cui è condannato. Masai rifiuta e il Cavaliere Nero, furibondo, tenta di eliminarlo con la propria lancia, ma all'ultimo momento Maisha si mette sulla traiettoria dell'arma, venendo colpita e uccisa. Masai, sconvolto e furioso per la morte dell'amica, uccide il Cavaliere Nero. Tornato sul treno, rimane scioccato nel trovare Maisha viva e vegeta: questa gli spiega che ciò a cui ha assistito è stata solo un'allucinazione creata dal Cavaliere Nero. Il GE999 prosegue e atterra su un bellissimo pianeta immerso nella natura, il 4D3. Masai e Maisha alloggiano in una splendida locanda; qui vengono aggrediti dal figlio della locandiera, un giovane e abilissimo pianista intenzionato a rubare un biglietto del GE999 per lasciare il pianeta e diventare un famoso compositore come Beethoven, suo idolo. Alla fine, il giovane capisce di doversi guadagnare con il duro lavoro il tanto desiderato biglietto e, mentre il GE999 lascia il pianeta, suona una bellissima melodia per ricordare a se stesso di non dover mai perdere la speranza di veder realizzato, prima o poi, il suo sogno. |                   |                  |
| 16  | La città delle lucciole 「蛍の街」 - hotaru no machi | 28 dicembre 1978  | 24 marzo 1982    |
| 16  | Il GE999 arriva sul "Pianeta delle Lucciole", così chiamato perché su di esso è sempre notte e gli abitanti, come adattamento, hanno sviluppato la capacità di brillare al buio di luce propria. Masai e Maisha conoscono Freya, una ragazza poverissima che lavora nell'albergo dove alloggiano. Freya è emarginata e costretta ad una vita di stenti perché è una dei pochi abitanti del pianeta a non poter brillare, e per questo è considerata brutta e deforme; Masai, sapendo bene che cos'è la povertà, le dona qualche moneta, che però Freya garbatamente rifiuta per orgoglio; per ricambiare la gentilezza di Masai, comunque, lo invita a farle visita a casa propria. Masai accetta; a casa di Freya, scopre che la ragazza coltiva il sogno di diventare una disegnatrice di cartoni animati, ma non ha la possibilità di farlo sul proprio pianeta a causa della propria "deformità". Freya consegna a Masai uno storyboard realizzato da lei, dicendogli che potrà acquistarlo se lo trova bello. Dopo averlo letto, però, il bambino glielo restituisce assieme ad alcune monete: lo ha comprato come lei sperava, ma Freya ne avrà bisogno per poter fare il suo cartone animato, così Masai le propone di tenerlo e di renderglielo una volta che sarà riuscita a realizzare il suo sogno; Freya, questa volta, accetta di cuore il denaro. La ragazza si reca persino alla stazione per salutare Masai e Maisha, ma qui viene maltrattata da un abitante del pianeta che si sta imbarcando sul GE999, un ragazzo che la offende e la insulta pesantemente. Masai mette mano alla pistola, ma questa volta è Maisha a intervenire: la donna consiglia al ragazzo di non partire, perché la sua bellezza e la sua luce non gli serviranno a nulla nello spazio, ma il giovane non l'ascolta. Freya ringrazia Masai e Maisha e, prima che il treno parta, fa un regalo a Masai: un bellissimo pupazzetto intagliato nel legno che lo ritrae. |                   |                  |
| 17  | Il pianeta corazzato 「装甲惑星」 - sōkō wakusei | 4 gennaio 1979    | 30 marzo 1982    |
| 17  | Il GE999 sosta sul Pianeta Corazzato, cosiddetto perché popolato da animali dotati tutti di un corpo metallico. Mentre passeggiano su un prato nelle vicinanze del treno, Masai e Maisha vengono aggrediti da uno scarafaggio corazzato e Maisha, per proteggere Masai, viene trapassata da parte a parte. Masai, disperato, decide di affrontare i pericoli del pianeta per trovare un medico e salvare l'amica; il ragazzo scopre che su tutto il pianeta ci sono solo due abitanti, un anziano medico in punto di morte ed il figlio, entrambi androidi. Il ragazzo androide tenta di uccidere Masai, convinto che così facendo potrà salvare il padre; solo l'intervento di Maisha, ristabilitasi tanto velocemente quanto misteriosamente riesce a salvare la situazione. Una volta al sicuro sul treno, Masai chiede a Maisha come abbia fatto a riprendersi e questa gli risponde che il Controllore è riuscito a trovarle un altro medico; Masai, sapendo che i due androidi da lui incontrati erano i soli abitanti del pianeta, intuisce che l'amica nasconde qualcosa, ma decide di non chiederle spiegazioni. |                   |                  |
| 18  | Un'altra Maisha 「泥のメーテル」 - doro no meteru | 11 gennaio 1979   | 31 marzo 1982    |
| 18  | Il GE999 raggiunge la Metropoli della Pioggia, un pianeta su cui piove ininterrottamente. Masai, nonostante gli avvertimenti di Maisha, si avventura in una palude al centro della città e viene catturato da una donna che si chiama anch'essa Maisha. Intanto, Maisha si è accorta della sparizione del piccolo compagno di viaggio e mette un annuncio, promettendo una ricompensa a chiunque le riporterà Masai. L'altra Maisha ne approfitta per chiedere in cambio un passaggio sul GE999: vuole infatti lasciare il pianeta, il cui governo sta facendo tutto il possibile per costringere gli abitanti poveri ad andarsene per fare posto a quelli ricchi. L'altra Maisha, inoltre, pretende la compagnia di Masai; Maisha, apparentemente, accetta senza obiettare e raccomanda anzi Masai di essere gentile con lei. Poco dopo la partenza del GE999, il corpo dell'altra Maisha si secca e si dissolve: era infatti costituita di solo fango. Maisha sapeva che non avrebbe resistito lontano dalla palude, ma ha lo stesso assecondato il suo desiderio per darle una speranza, seppure breve e illusoria, di felicità. |                   |                  |
| 19  | Il luogo del pentimento 「ざんげの国」 - zangeno kuni | 18 gennaio 1979   | 6 aprile 1982    |
| 19  | Il GE999 arriva su un pianeta apparentemente idilliaco, che accoglie il treno suonando delle campane. Maisha spiega a Masai che si tratta del Pianeta del Pentimento, cosiddetto perché tutti gli abitanti sono onesti e puri di cuore. Scesi dal treno, Masai e Maisha si concedono una passeggiata e incontrano il Controllore, che ha ottenuto una licenza ed ora si concede un periodo di vacanza sul pianeta. Ma la tanto decantata rettitudine degli abitanti del pianeta è solo apparenza: poco dopo essersi congedato da Masai e Maisha, infatti, il Controllore viene aggredito e scippato da un rapinatore. Masai e Maisha, dopo averlo soccorso e deciso di accoglierlo con loro in albergo, denunciano l'accaduto alla polizia locale; anziché dare la caccia al ladro, però, le forze dell'ordine decidono di salvaguardare la reputazione del pianeta e dunque di eliminare Masai, Maisha e il Controllore, scomodi testimoni di quanto gli abitanti siano in realtà dei bugiardi ipocriti. Masai e Maisha vengono rapiti e sottoposti ad un trattamento per cancellare loro la memoria, che però si rivela inefficace; il Controllore, invece, viene aggredito da una poliziotta locale mentre fa il bagno, riuscendo a spuntarla in un modo piuttosto curioso. Masai e Maisha, grazie al Controllore che giunge in loro aiuto appena in tempo, riescono a mettersi in salvo sul GE999 e poi abbandonano il pianeta; poco prima che il treno parta, il capo della polizia e un altro poliziotto tentano dapprima di corrompere Masai e Maisha e poi li supplicano di non far parola dell'accaduto, così da non infangare il buon nome del pianeta. |                   |                  |
| 20  | Dove esistono solo ricordi 「プロフェッショナル魂」 - purofesshonaru tamashii | 25 gennaio 1979   | 7 aprile 1982    |
| 20  | Il GE999 arriva sul Pianeta della Memoria, così chiamato perché i suoi abitanti vivono solo dei propri ricordi. Maisha avverte Masai di non guardare nessuno negli occhi, ma il bambino incrocia accidentalmente lo sguardo di un pistolero che da centinaia di anni si dedica ad insegnare ad altri il proprio mestiere. Il pistolero rapisce Masai, risoluto a fargli imparare la propria arte; Maisha lo affronta in un duello regolare, riuscendo a ucciderlo, ma subito dopo, in lacrime, si pente e spiega a Masai che il pistolero era un esempio perfetto di ciò che sono gli abitanti del Pianeta della Memoria: delle persone distrutte e senza speranza, ridotte a vivere ormai solo nel ricordo di ciò che erano un tempo. |                   |                  |
| 21  | Il sacrificio di Yutaka 「枯葉の墓標」 - kareha no bohyō | 1º febbraio 1979  | 13 aprile 1982   |
| 21  | Il GE999 arriva su Barreler, uno stranissimo pianeta completamente cavo dove città, fiumi e foreste si trovano sulla sua superficie interna e dove anche la gravità è particolare: Masai e Maisha assistono a spettacoli come intere mandrie di mucche e di maiali che si spostano galleggiando nell'aria. I due vengono poi improvvisamente assaliti da dei mandriani che li accusano di essere ladri di bestiame, ma il tutto si rivela uno scherzo "innocuo" che gli abitanti di Barreler si divertono a fare ai turisti. Il GE999 riparte; la fermata successiva è la Tomba delle Foglie Morte, un pianeta circondato da un anello di foglie morte che cadono in continuazione sul pianeta, ricoprendone la superficie. Qui sale sul treno Yutaka, un simpatico uomo meccanico dal corpo di legno (di radica, per la precisione). Nella sala macchine del GE999 si infiltra un pericolosissimo fungo elettrico che manda in tilt i circuiti del treno; Yutaka, che essendo fatto di legno è isolato, riesce a rimuovere il fungo, ma una scarica elettrica incendia il suo corpo e Yutaka muore incenerito, lasciando in eredità a Masai i suoi effetti personali. |                   |                  |
| 22  | La regina Emeralda 「海賊船 クィーン・エメラルダス」 - kaizokusen kuin . emerarudasu | 8 febbraio 1979   | 14 aprile 1982   |
| 22  | Il GE999 viene abbordato dalla nave della terribile corsara Emeralda, che costringe il treno ad atterrare sul Pianeta Gioiello. Masai e Maisha vengono prelevati dall'astronave e Maisha è costretta ad affrontare Emeralda in persona, che ha dei conti in sospeso con lei; apparentemente, Maisha viene sconfitta e muore precipitando dall'astronave. Addentratosi nei meandri dell'astronave, Masai scopre, rinchiusa in una camera, la vera Emeralda: questa, molto malata, si è fatta rimpiazzare da un androide, di cui ha però perso il controllo. Alla notizia che l'androide intende "riciclare" il corpo di Maisha per incarnarvisi, però, decide di reagire e fa atterrare l'astronave. Maisha, intanto, si è ripresa e affronta l'androide, sconfiggendolo facilmente: prima non aveva combattuto seriamente perché pensava si trattasse della vera Emeralda, della quale è da sempre grande amica e rivale, e sapeva che la vera Emeralda non avrebbe mai tentato di ucciderla. Emeralda riparte con la propria astronave e anche il GE999 riprende la propria strada; guardando l'astronave partire, Maisha saluta l'antica rivale augurandole ogni bene e invidiandola perché possiede qualcosa che lei invece non ha: la libertà. |                   |                  |
| 23  | Il pianeta primitivo 「原始惑星の女王」 - genshi wakusei no joō | 15 febbraio 1979  | 20 aprile 1982   |
| 23  | Il GE999 sosta su uno strano pianeta tagliato a metà: si tratta di un mondo che un tempo era un normale pianeta di forma sferica su cui vivevano una comunità scientifica ed una ambientalista che, non riuscendo a giungere ad un compromesso per far convivere le loro culture, decisero, letteralmente, di spartirselo in modo equo. La metà su cui atterra il GE999 è la metà abitata dagli ambientalisti ed è ora nota come Pianeta Ostile. Una volta scesi dal treno, Masai e Maisha vengono aggrediti dagli abitanti, orrendamente deformati a causa della regressione subita nel corso dei secoli e provocata dal loro stile di vita primitivo. Maisha, per salvare Masai, è costretta ad inscenare la cattura e l'uccisione del piccolo compagno di viaggio; la messinscena è però presto scoperta e Maisha viene catturata e condannata ad essere uccisa e divorata dagli uomini primitivi. Masai cerca di salvarla; prima che possa intervenire, però, il Pianeta Ostile inizia ad essere scosso da violenti terremoti ed eruzioni vulcaniche. Masai, approfittando del caos che ne consegue, libera Maisha. I due salgono sul GE999 e ripartono appena in tempo: subito dopo, infatti, il Pianeta Ostile esplode. Maisha spiega ad un esterrefatto Masai che ciò è accaduto perché il Pianeta Ostile, così dimezzato, non era più nella sua conformazione naturale e tale squilibrio ne ha decretato la fine; anche la metà abitata dalla comunità degli scienziati ha difatti subito lo stesso destino, molto tempo prima. |                   |                  |
| 24  | La crudele Egotelina 「次元航海惑星」 - jigen kōkai wakusei | 22 febbraio 1979  | 21 aprile 1982   |
| 24  | A causa della distruzione del pianeta Mare, che ha danneggiato le rotaie della Ferrovia delle Galassie, il GE999 deraglia sul Pianeta della Dimensione Traversa, regno della regina Egotelina, una donna estremamente capricciosa ed egoista. La crudele sovrana ha distrutto Mare perché il pianeta ha avuto la sfortuna di incrociare la rotta di quello di Egotelina; ora la regina pretende che il GE999 si sottometta ai suoi ordini. Masai, Maisha e il Controllore, per tutta risposta, danno battaglia, ma vengono catturati e portati nel palazzo di Egotelina. La regina li invita per il pranzo, ma poi, disgustata dai modi "plebei" dei terrestri, cambia nuovamente atteggiamento e li rinchiude in prigione. I tre riescono comunque a evadere e distruggono i comandi che permettono al pianeta di Egotelina di spostarsi nello spazio; Maisha, poi, affronta Egotelina per permettere a Masai e al Controllore di raggiungere e sbloccare il GE999. Maisha batte senza difficoltà Egotelina e la regina la prega di ucciderla, non sopportando di dover vivere nella vergogna della sconfitta. Maisha, però, preferisce risparmiarla per darle una lezione di umiltà e farle capire che i suoi soprusi non possono restare impuniti. |                   |                  |
| 25  | L'angelo d'acciaio 「鋼鉄天使」 - kōtetsu tenshi | 8 marzo 1979      | 27 aprile 1982   |
| 25  | Il GE999 arriva su Maelstrom, un pianeta interamente dedito all'industria, in particolare quella bellica: le sue armi sono così potenti da poter oltrepassare persino le barriere del GE999. L'intera popolazione, inclusa i bambini, è dedita al lavoro in fabbrica. La notte stessa del loro arrivo sul pianeta, l'albergo in cui alloggiano Masai e Maisha viene fatto saltare in aria da Maria Crow, una ragazza che fa parte di un movimento ambientalista contrario alla costruzione indiscriminata di fabbriche (che sta effettivamente mandando in rovina l'equilibrio naturale del pianeta). Maria viene catturata dalle forze dell'ordine del pianeta e condannata alla fucilazione; Masai e Maisha interrompono l'esecuzione, chiedendo invece un equo processo in cui Maria possa spiegare le proprie ragioni. Maria riesce a fuggire e si intrufola a bordo del GE999 assieme a dei membri del movimento ambientalista; la ragazza spiega a Masai di voler raggiungere un pianeta dove lei e i suoi compagni possano vivere secondo i propri ideali in armonia con la natura. Il Controllore, pignolo come al solito, vorrebbe farli scendere immediatamente, ma Maisha acquista dei biglietti per Maria e i suoi amici, permettendo loro di proseguire il viaggio e realizzare il loro sogno. |                   |                  |
| 26  | Holo Holo 「白骨の歌」 - hakkotsu no uta | 15 marzo 1979     | 28 aprile 1982   |
| 26  | Il GE999 sosta sul Pianeta della Canzone. Masai e Maisha vengono avvertiti di non dare confidenza ai venditori ambulanti che certamente incontreranno; Masai, però, si lascia tentare da un venditore di uova di nome Holo-Holo e lo invita nella stanza dove alloggiano. Qui, Holo-Holo si toglie il mantello e Masai rimane sconvolto nel vedere che il venditore è ridotto, letteralmente, ad uno scheletro; Maisha torna appena in tempo e lo caccia via. Più tardi, a cena, Masai sente una donna parlare con disprezzo di Holo-Holo; incuriosito, si reca da Holo-Holo, che gli racconta la propria storia. Un tempo, egli era un uomo normale e felice, ma quella donna, all'epoca la sua fidanzata, lo lasciò non appena ebbe la possibilità di recarsi su un altro pianeta, dove fece fortuna, e Holo-Holo, da allora, si è consumato dal dolore fino a ridursi allo scheletro che è ora. Il ricordo fa infuriare Holo-Holo al punto che decide di vendicarsi; Masai cerca di fermarlo, ma il venditore di uova lo tramortisce e si reca all'albergo, dove fredda la donna a colpi di pistola. Masai si risveglia alla stazione; Maisha gli spiega che è lui ad essere accusato dell'omicidio perché Holo-Holo gli aveva preso i vestiti per poter entrare indisturbato nell'albergo. Masai, comunque, decide di non denunciare Holo-Holo: capisce infatti il dolore che l'ha portato a ridursi così ed è pronto a sopportare l'accusa al posto suo, se questo servirà a restituire al venditore di uova almeno una parte di ciò che ha perduto. |                   |                  |
| 27  | La città della neve 「雪の都の鬼子母神」 - yuki no miyako no kishimojin | 22 marzo 1979     | 11 maggio 1982   |
| 27  | Il GE999 arriva alla Città della Neve, un pianeta su cui non smette mai di nevicare. Masai vorrebbe restare sul treno perché la neve gli ricorda la morte della madre, ma Maisha lo persuade a scendere ugualmente. Mentre passeggiano, Masai precipita in una voragine nascosta nella neve, finendo nei bassifondi della città. Qui viene derubato dei vestiti dai poveri e incontra Yuki, una bambina affamata alla quale Masai, per compassione, regala un biscotto. Yuki, riconoscente, accompagna il ragazzo mezzo congelato a casa propria. La madre di Yuki, terrorizzata al pensiero che la figlia possa morire di fame, decide di cucinare Masai; quando Yuki le rivela che Masai le ha dato da mangiare, però, rinsavisce e lo lascia andare. Al sicuro sul treno, Masai ripensa alla vita di stenti che conduceva con i propri genitori e si rende conto di non poter biasimare la madre di Yuki: anche sua madre, probabilmente, in una situazione simile avrebbe fatto lo stesso per lui. |                   |                  |
| 28  | Il romanziere dello spazio 「かげろう星の文豪」 - kagerō hoshi no bungō | 29 marzo 1979     | 12 maggio 1982   |
| 28  | Il GE999 arriva sul Pianeta dell'Onda di Calore dove, nonostante l'atmosfera sia perfetta per l'uomo, vivono solo piante e animali; ciononostante, qualcuno tira un sasso contro il GE999 proprio nel momento in cui il Controllore abbassa lo schermo protettivo del treno. Maisha capisce che il sasso è stato lanciato da una mano umana e, insieme a Masai, scende sul pianeta per indagare. I due scoprono in effetti che sul pianeta c'è un abitante: un anziano scrittore di nome Masayuki, che si è ritirato sul pianeta per poter stare in solitudine, così da trovare l'ispirazione per scrivere il romanzo più lungo della storia. È infatti stato lui a lanciare il sasso contro il GE999, nel timore che il treno infrangesse la serenità raggiunta con l'isolamento. Masayuki accoglie di buon grado i due, ma poi, infatuatosi della bellezza di Maisha, ruba il biglietto di Masai e prende il suo posto sul GE999. Il cervello elettronico del treno, però, si accorge dell'irregolarità effettuando il conteggio dell'età dei passeggeri e il Controllore fa tornare il GE999 sul pianeta a riprendere Masai. Maisha costringe poi Masayuki a restituire il biglietto a Masai, ma il vecchio romanziere decide di uccidere Maisha e poi se stesso, disperato perché la ragazza ha infranto la pace della sua solitudine. Maisha, allora, gli propone un accordo: lei si mostrerà a lui per quello che è veramente e se nonostante questo Masayuki insisterà a volerla con lui, la ucciderà. Non vengono mostrati dettagli, ma Masayuki rimane talmente sconvolto alla vista della vera natura di Maisha da lasciarla andare e decidere di rinchiudersi nuovamente nel proprio isolamento. Sul treno, Maisha chiede a Masai se anche lui è curioso di vedere com'è realmente, ma il bambino le risponde di no: per lui è sufficiente starle accanto ovunque il GE999 li porti. |                   |                  |
| 29  | Il continente di Sakezan 「サケザン大陸」 - sakezan tairiku | 5 aprile 1979     | 18 maggio 1982   |
| 29  | Il GE999 arriva sul Continente di Sakezan, un mondo coperto di foreste tropicali e dominato da un certo "Sakezan", molto simile al Tarzan terrestre. Masai e Maisha commettono il grave errore di bere il Sakè di Sakezan e questi, furibondo, li imprigiona entrambi nella propria caverna. Nella grotta, Masai conosce Lisa, una ragazza catturata tempo prima da Sakezan dopo che l'astronave dove viaggiava si schiantò sul pianeta a causa di un'avaria. Ora Sakezan è gentile con lei, ma Lisa è convinta che, ora che ha catturato Maisha, Sakezan perderà ogni interesse per lei; Lisa si offre dunque di aiutare Masai a scappare, a patto che la porti con sé sul GE999; pur non avendo un biglietto, infatti, Lisa può salirvi a bordo grazie alle circostanze straordinarie. Masai e Lisa riescono a scappare, ma poi il bambino torna indietro per liberare Maisha e si vede costretto a combattere contro Sakezan; Masai ha ovviamente la peggio, ma Sakezan, colpito dal suo coraggio, lo riporta al treno e libera Maisha. Appena prima che il GE999 riparta, infine, Lisa scende dal treno, essendosi ormai troppo affezionata a Sakezan per abbandonarlo, e i due salutano Masai e Maisha mentre il GE999 riparte alla volta dello spazio. |                   |                  |
| 30  | Il mondo fantasma 「幽霊世界のフィラメント」 - yūrei sekai no firamento | 12 aprile 1979    | 19 maggio 1982   |
| 30  | Il GE999 incrocia un misterioso treno che neppure Maisha conosce e subito dopo entra in una zona dello spazio coperta di strane nubi. Masai entra in contatto con strane presenze a bordo del treno; tra queste, una donna incappucciata che fa fermare il GE999 e poi porta via con sé Masai, sostenendo che ha bisogno di lui per il proprio figlio. Il GE999, intanto, avverte la Guardia Ferroviaria, che però si rivela impotente: i fantasmi, infatti, con i loro poteri impediscono alle guardie di avvicinarsi al treno. La donna porta Masai sul proprio mondo, il Pianeta Filamento: questo è in verità un mondo andato distrutto molto tempo prima e i fantasmi sono gli spiriti degli abitanti del pianeta, tutti periti nella catastrofe. La donna ha catturato Masai per permettere al proprio figlio di impossessarsi di lui e recarsi su Andromeda per ottenere un corpo meccanico, com'era suo desiderio prima che Filamento esplodesse: lo scopo della donna, quindi, è che il figlio prenda il posto di Masai. Il figlio della donna, però, si rifiuta: il sogno di Masai, infatti, è anche il suo e il piccolo fantasma non se la sente di infrangere le sue speranze. Masai promette al fantasma di realizzare il suo sogno anche per lui, ma dentro di sé comincia a chiedersi se possedere un corpo meccanico sia poi così importante e meraviglioso, se è vero che tutto quanto intorno a lui può scomparire nel giro di un istante come accaduto al pianeta Filamento. |                   |                  |
| 31  | Il pianeta della rabbia violenta 「怒髪星」 - dohatsu hoshi | 19 aprile 1979    | 25 maggio 1982   |
| 31  | Il GE999 arriva sul Pianeta della Rabbia Violenta, i cui abitanti sono famosi per il loro carattere, così permaloso e litigioso da renderne turbolenta e incandescente persino l'atmosfera. Il pianeta è considerato un luogo così terribile che persino il GE999 preferisce tenersi a distanza di sicurezza e si ferma a mezz'aria, anziché alla stazione. Masai e Maisha, prese le dovute precauzioni, decidono comunque di scendere dal treno, ma si trovano ad avere a che fare con dei sicari assoldati per ucciderli. I due scampano ad una prima, terribile aggressione, ma nella confusione Masai viene separato da Maisha. Il bambino, piuttosto malconcio, viene soccorso da una famiglia di abitanti del pianeta, che, al di là del pessimo carattere, si rivelano persone buone e profondamente altruiste. Maisha, intanto, rintraccia uno dei sicari e lo costringe a confessare il nome del mandante: si tratta del Conte Meccanico, un vecchio amico del Duca Meccanico, intenzionato a vendicarsi di Masai e Maisha. Masai viene trovato dal capo dei sicari e, dopo averlo messo in fuga, decide di andarsene per non dare altri problemi alla famiglia che l'ha aiutato, lasciando loro alcune monete in segno di riconoscenza; la famiglia, però, rifiuta "garbatamente" il denaro e augura ogni bene a Masai. Il bambino riesce finalmente a riunirsi a Maisha e i due, dopo aver affrontato e ucciso il capo dei sicari, sono liberi di tornare sul GE999. Mentre il treno lascia il pianeta, Masai ripensa alle persone del pianeta che l'hanno aiutato senza volere nulla in cambio e giunge alla conclusione che l'apparenza spesso inganna: bisogna sempre conoscere a fondo qualcuno, anche quando la prima impressione non è delle migliori. |                   |                  |
| 32  | La terra in vendita 「停時空間のかじられ星」 - tei jikūkan nokajirare hoshi | 26 aprile 1979    | 26 maggio 1982   |
| 32  | Masai e Maisha fanno amicizia con un passeggero del GE999, un soldato spaziale di nome Edmond. Questi è diretto al suo mondo d'origine, il Pianeta della Dolcezza, da cui è partito cinquant'anni prima e che è anche la prossima fermata del treno. Masai, entusiasmato dai racconti dell'uomo, non vede l'ora di poter visitare il pianeta, ma Maisha è molto malinconica all'idea. Una volta arrivati, Masai ed Edmond scoprono perché: circa trent'anni prima, il governo ha cominciato a mettere in vendita la terra del pianeta, che è commestibile (questo è il significato del suo nome originale), alle popolazioni di altri mondi. A furia di prelievi e trivellamenti, il pianeta ha oramai assunto il grottesco aspetto di una mela rosicchiata ed è stato perciò ribattezzato Pianeta Morsicato. Masai e Maisha assistono con i loro occhi ad un prelievo di terra da parte di una squadra del governo; sopraggiunge anche Edmond che, sconvolto e furioso dallo stato in cui ora è ridotto il suo mondo, perde la testa e aggredisce i soldati, venendo tuttavia sconfitto e catturato. Masai e Maisha intervengono e costringono i soldati a lasciar andare Edmond. Affranto, Edmond decide di ripartire con il GE999 per trovare una nuova patria e confida a Masai che lui è fortunato perché ha ancora un pianeta a cui tornare. |                   |                  |
| 33  | Una montagna di viti 「ウラトレスのネジの山」 - uratoresu no neji no yama | 3 maggio 1979     | 3 giugno 1982    |
| 33  | Il GE999 arriva sul pianeta Latores, anche perché il treno ha un guasto al motore e dev'essere riparato. La popolazione di Latores ha la particolarità di produrre soltanto viti, che esporta in tutto l'Universo, e che ricoprono buona parte della superficie del pianeta; caratteristici di Latores sono infatti tre enormi monumenti del tutto simili alle piramidi egizie terrestri e fatti interamente di viti. Mentre Masai e Maisha si riposano in albergo, un fortissimo vento destabilizza le piramidi e solleva il mare di viti che copre la superficie del pianeta, generando un vero e proprio tsunami che rade al suolo l'hotel. Masai viene soccorso da Razen, una ragazza che il bambino aveva aiutato in precedenza; Razen, però, non vuole lasciarlo andare perché Masai è stato la prima persona in assoluto ad essere gentile con lei e, visto che per tutta la sua vita dovrà produrre viti su viti, vuole avere accanto qualcuno che renda la sua esistenza un po' meno triste e monotona. Il Controllore, intanto, è nei guai perché ha bisogno di una vite particolare per riparare il motore del GE999 e, per colmo d'ironia, su Latores non riesce a trovare quella giusta. Masai, intanto, riesce a scappare approfittando dell'assenza di Razen, ma le viti smosse in precedenza dalla tempesta di vento cominciano a piovere sul pianeta e il bambino, nonostante tutto preoccupato, decide di cercare Razen. Masai riesce a trovarla e, vedendola malconcia, vorrebbe portarla in ospedale, ma Razen si rivela in possesso di un corpo meccanico: è riuscita ad ottenerne uno indebitandosi al punto da dover lavorare in fabbrica e produrre viti per sempre. Razen, comunque, riconoscente verso Masai perché si è dimostrato ancora una volta gentile con lei nonostante lei volesse tenerlo prigioniero, gli restituisce di buon grado il biglietto del GE999, dopodiché fugge via. Razen, disperata al pensiero di vivere solo per fabbricare viti e triste al pensiero di aver perso Masai, decide di togliersi la vita, ma Masai e Maisha riescono a fermarla in tempo. Maisha, per dare uno scopo alla povera ragazza e provarle che non è un'inetta, chiede proprio a lei di realizzare la vite necessaria a riparare il GE999; Razen, spronata da Masai, accetta e riesce nell'intento. Il Controllore può così riparare il treno e il GE999 finalmente riparte. Maisha spiega a Masai di essersi voluta affidare proprio a Razen per far sì che la ragazza si sentisse utile, così da sentirsi apprezzata e un po' meno sola; così facendo, Razen ha capito che il proprio lavoro non è insulso come pensava e proprio questa sarà ora la sua ragione di vita. |                   |                  |
| 34  | La città dorata (prima parte) 「プレーテッド・シティの魔女 前編」 - pureteddo . shitei no majo zenpen | 17 maggio 1979    | 4 giugno 1982    |
| 34  | Il GE999 arriva sul Pianeta della Città Dorata, un mondo straordinario dove tutto, incluse le persone, è placcato d'oro. Mentre si riposano in albergo, un ragazzo ruba la valigia di Maisha; Masai lo insegue fin dentro le fogne della città, dove, al termine di una rocambolesca corsa, il misterioso ladro cade in acqua e si rivela una persona normale: era infatti ricoperto di semplice polvere dorata e non placcato come tutti gli altri abitanti. Il ragazzo, il cui nome è Willer Locke, spiega a Masai che tutti gli abitanti della Città Dorata sono uomini meccanici e la doratura è necessaria per proteggere i loro meccanismi dal clima umido del pianeta; il processo di doratura è però molto dispendioso e solo i ricchi possono permettersela, così che con il tempo si è creato un vero e proprio divario sociale tra le persone dorate e quelle normali e queste ultime sono pesantemente discriminate. Willer è costretto a rubare per accumulare il denaro necessario per la doratura e poter stare così accanto alla ragazza che ama, che è già dorata. Il ragazzo spiega anche la propria madre fa parte di un gruppo di ribelli intenzionato a porre fine all'usanza della doratura; Willer non vuole averci nulla a che fare, ma, quando vede il cadavere della madre, uccisa dalle forze dell'ordine del pianeta, si convince a prendere parte alla lotta grazie anche a Masai, che lo esorta a farlo anche per se stesso. Per Masai, però, il tempo è scaduto: le ventiquattr'ore della fermata sono ormai passate e il GE999 riparte senza di lui. |                   |                  |
| 35  | La città dorata (seconda parte) 「プレーテッド・シティの魔女 後編」 - pureteddo . shitei no majo kōhen | 31 maggio 1979    | 8 giugno 1982    |
| 35  | Il GE999 lascia la Città Dorata, ma Maisha riesce a convincere il cervello elettronico del treno a rimandare la partenza: il treno si ferma nell'orbita del pianeta e Maisha scende con una navicella nella Città Dorata per cercare Masai. Il bambino, intanto, preso atto che dovrà restare nella Città Dorata, decide di unirsi a Willer, che progetta di distruggere il computer centrale del pianeta, responsabile della doratura che riveste l'intera superficie, persone comprese. I due, debitamente mascherati con la polvere d'oro, si infiltrano nella torre in cui si trova il computer; quest'ultimo è però provvisto di un'intelligenza artificiale che reagisce tentando di ucciderli. Masai e Willer, comunque, riescono a distruggerlo e la doratura scompare dal pianeta. Maisha, frattanto, riesce finalmente a trovare Masai e lo riporta con sé sul GE999, che riparte. Sulla Città Dorata, intanto, Willer si ricongiunge alla propria amata, con la quale ora potrà vivere felicemente, senza più differenze sociali a separarli, e anche gli altri abitanti del pianeta ora potranno imparare a conoscersi e ad apprezzarsi per ciò che sono davvero e non più giudicandosi solo in base all'apparenza. |                   |                  |
| 36  | Il dottor Cycloplos 「大酋長サイクロプロス」 - dai shūchō saikuropurosu | 7 giugno 1979     | 9 giugno 1982    |
| 36  | Il GE999 arriva su Colonia Fantasma, un pianeta artificiale costruito su modello della Terra e realizzato come base per l'esplorazione spaziale, ma su cui ora non ci sono più abitanti; prima che scendano, però, il Controllore avverte Masai e Maisha che il cervello elettronico del treno ha rilevato la presenza di esseri umani sul pianeta. Masai e Maisha scoprono in effetti che il pianeta è popolato dai cloni di un tale dottor Cycloplos, i quali, spaventati alla vista di persone diverse da loro, scambiano i due per mostri e li aggrediscono. Il peggio è evitato dall'originale dottor Cycloplos, che è una vecchia conoscenza di Maisha. Cycloplos conduce Masai e Maisha al proprio laboratorio e spiega loro i fatti: egli è l'ideatore della Colonia Fantasma e decise di trasferirvisi permanentemente quando la Terra lo stufò. Per non sentirsi solo, Cycloplos decise di ripopolare l'ormai deserta colonia con i propri cloni. Per produrre tutti quei doppioni, però, Cycloplos ha usato troppi dei propri tessuti e ora è gravemente malato. Cycloplos congeda Masai e Maisha e poi attiva il meccanismo di autodistruzione della Colonia Fantasma. Ripartiti sul GE999, Maisha racconta a Masai la storia del dottore: a causa di un errore di progettazione del dottor Cycloplos, i coloni terrestri originali morirono tutti e da allora nessuno ebbe più fiducia in Cycloplos, che cadde in disgrazia e infine decise di ritirarsi sulla Colonia Fantasma. Cycloplos non si è mai perdonato i propri sbagli, ma l'ha reso felice sentirsi finalmente apprezzato da qualcuno come Masai e Maisha e, sentendosi appagato, ha deciso di porre fine alla propria vita e anche a quella della Colonia Fantasma. Masai legge il diario di Cycloplos, che il dottore gli ha lasciato affinché capisse l'importanza della fiducia degli altri, dopodiché ne lancia le pagine nello spazio, in modo che il ricordo dello scienziato rimanga vivo e non si estingua mai. |                   |                  |
| 37  | La casa di Mee 「ミーくんの命の館」 - mi kunno inochi no kan | 14 giugno 1979    | 10 giugno 1982   |
| 37  | Il GE999 sosta sul Pianeta della Casa di Mee, un mondo molto strano, totalmente disabitato e dalle atmosfere oniriche. Masai si accorge che il pianeta è pieno di animali all'apparenza pericolosi che si aggirano in tutta libertà persino nell'albergo dove alloggiano, ma Maisha non pare affatto turbata e lo rassicura, dicendogli che si tratta di bestie innocue. Quella notte, Masai vede Maisha fuori dall'albergo circondata dagli animali e, temendo per lei, si precipita a salvarla. Arrivato, Masai la vede parlare con una strana ragazza che aveva già visto in precedenza a bordo del GE999 con un gattino in braccio e scopre un'incredibile verità: la ragazza, il cui nome è Mee, è in realtà l'anima di una gattina morta per difendere il padroncino. Gli animali visti da Masai sono in realtà anime di cuccioli morti, al pari di Mee, che la ragazza ha raccolto e portato sul pianeta. La mattina dopo, il GE999 riparte e Masai vede il pianeta dissolversi e scomparire. Il bambino è sconvolto, ma Maisha gli spiega che la Casa di Mee non è un luogo fisico, bensì un rifugio per l'anima che Mee ha creato per tutti quegli animali che hanno vissuto esperienze come la sua e, che, in quanto tale, si trova in realtà nel cuore di tutti i bambini che hanno perduto un animale a loro caro. |                   |                  |
| 38  | Il vecchio tiranno 「卑怯者の長老帝国」 - hikyōmono no chōrō teikoku | 21 giugno 1979    | 11 giugno 1982   |
| 38  | Il GE999 viene attratto da una forza di gravità così grande da smembrare i vagoni e finisce su un pianeta su cui non era prevista la sosta. Maisha spiega a Masai che si tratta del pianeta del crudele dittatore Delmukade; Masai, Maisha e il Controllore vengono portati al cospetto di Delmukade. Questi ha intenzione di impossessarsi del corpo di Masai per ringiovanirsi, ma il figlio di Delmukade, Pascal, tenta di farlo desistere. Frattanto, la Ferrovia Galattica, informata del dirottamento, manda una squadra armata che lancia un ultimatum a Delmukade: se il dittatore non lascerà immediatamente andare il GE999 e i suoi passeggeri, le guardie ferroviarie distruggeranno il pianeta. Delmukade, messo alle strette, decide di fuggire dal pianeta e Pascal accetta di aiutarlo a patto che il padre accetti di portare con loro anche Masai, Maisha e il Controllore. Delmukade acconsente, ma durante la fuga, da vigliacco quale è, prende in ostaggio i tre e ferisce Pascal; Maisha, a questo punto, stordisce Delmukade e Masai esorta Pascal a fuggire con loro, ma il giovane rifiuta, preferendo restare accanto al padre. Masai, Maisha e il Controllore tornano sul GE999; le guardie ferroviarie, tuttavia, decise ad evitare nuovi incidenti, fanno ugualmente saltare in aria il pianeta, uccidendo sia Delmukade che Pascal. |                   |                  |
| 39  | La città della nebbia 「霧の都のカスミ」 - kiri no miyako no kasumi | 5 luglio 1979     | 15 giugno 1982   |
| 39  | Il GE999 sosta sul Pianeta della Città della Nebbia, i cui abitanti sono caratterizzati da una costituzione fisica debolissima. Kagero e Kasumi, una coppia di giovani innamorati, decidono di approfittare per emigrare su un pianeta dove possano acquisire una costituzione normale e vivere felici e rubano a Masai e Maisha i biglietti; Maisha, però, non se ne preoccupa e assicura Masai che basterà che sorprendano i ladri alla stazione. Maisha gli spiega che dovranno farlo anche per salvare loro la vita: Kagero e Kasumi, deboli come sono, non potrebbero mai sostenere la fatica del viaggio e morirebbero. Masai e Maisha arrivano alla stazione troppo tardi per sorprendere in tempo i ladri, ma riescono a salire ugualmente sul treno; non riescono tuttavia a trovare Kagero e Kasumi in tempo per farli scendere prima della partenza. Il Controllore trova però i loro biglietti nel vagone ristorante del treno; qui, nascosti in un vano del pavimento, Masai e Maisha trovano anche i corpi di Kagero e Kasumi. I due poveri ragazzi sono stati uccisi dall'accelerazione del treno al momento della partenza. Maisha spiega a Masai che Kagero e Kasumi volevano cambiare il triste destino a cui erano condannati e hanno agito così spinti dal desiderio di libertà, ma nessuno può ribellarsi alla propria natura e questa è una legge che vale per tutti in tutto l'Universo. |                   |                  |
| 40  | Le abitazioni sferiche (prima parte) 「球状住宅団の大酋長 前編」 - kyūjō jūtaku dan no dai shūchō zenpen | 19 luglio 1979    | 16 giugno 1982   |
| 40  | Il GE999 arriva sul Pianeta delle Abitazioni Sferiche, un mondo dove le case hanno per l'appunto forma tonda e galleggiano nell'aria. Maisha viene rapita da dei misteriosi individui e Masai si rivolge alle autorità del pianeta, scontrandosi però con un clima di sconcertante indifferenza: l'amica è stata infatti catturata dai sicari di un tale Gran Capo, il proprietario di tutte le abitazioni sferiche e perciò, di fatto, il padrone dell'intero pianeta. Il Gran Capo ha anche un debole per le belle ragazze e fa rapire e portare al proprio castello tutte le donne abbastanza attraenti da catturare il suo interesse. Masai, cercando un modo per raggiungere il castello del Gran Capo, fa la conoscenza di un uomo stranamente somigliante a lui sia nell'aspetto che nel nome: l'uomo, infatti, si chiama Masagai Hoshino. Masagai progetta di rovesciare il Gran Capo, il quale gli ha rapito la fidanzata, e convince Masai ad aiutarlo. L'abitazione sferica di Masagai precipita nella foresta che circonda il castello del Gran Capo; cercando la strada per il castello, Masai cade in una trappola del Gran Capo e viene colpito da un cecchino che lo tramortisce; il bambino, privo di sensi, viene catturato dai sicari del Gran Capo. |                   |                  |
| 41  | Le abitazioni sferiche (seconda parte) 「球状住宅団の大酋長 後編」 - kyūjō jūtaku dan no dai shūchō kōhen | 26 luglio 1979    | 17 giugno 1982   |
| 41  | Masai si risveglia nel castello del Gran Capo e ritrova Maisha. Qui si scontra immediatamente con il Gran Capo, che si rivela un ometto collerico e piuttosto ridicolo; Masai ha tuttavia la peggio, anche a causa del fatto che Maisha, misteriosamente ricattata dal Gran Capo, non può fare nulla per aiutarlo. Masai viene scaraventato nella foresta attorno al castello e ritrova Masagai. I due si imbattono in una tomba e Masagai, sgomento, scopre che in essa è sepolta la sua fidanzata, Sakura, uccisa dal Gran Capo perché aveva rifiutato di sottomettersi a lui. Masagai, furioso, decide di vendicare la morte dell'amata e di far saltare in aria il castello del Gran Capo; l'uomo piazza dunque degli esplosivi e Masai è costretto a compiere una corsa contro il tempo per salvare Maisha. Il salvataggio ha buon esito e Masai e Maisha sono finalmente liberi; il Gran Capo è sopravvissuto all'esplosione del castello grazie al fatto di essere un uomo meccanico e Masagai lo costringe a rivelargli l'ubicazione del centro di comando del pianeta, dopodiché ne distrugge il cervello elettronico. Masagai, azionando il comando, fa riavvicinare al pianeta le case sferiche, precedentemente mandate alla deriva dal Gran Capo, ma subito dopo, esaltato, decide di diventare il nuovo signore del pianeta. Masai e Maisha tornano al treno e il GE999 riparte. Masai, sapendo che lui e Masagai si somigliano molto anche nel carattere oltre che nell'aspetto e nel nome, teme di serbare nel cuore lo stesso oscuro desiderio di potere, ma Maisha gli ricorda che ciò che diventerà dipenderà soltanto da lui. Masai, poi, le domanda che cosa il Gran Capo avesse scoperto di così grave da poterla ricattare. Maisha non ne vuole parlare, ma Masai ripensa ad una cosa molto strana detta dal Gran Capo: che Maisha dovrebbe essere ben più vecchia di quanto appare. |                   |                  |
| 42  | Un bel ricordo non si distrugge 「フイメールの思い出」 - fuimeru no omoide | 2 agosto 1979     | 18 giugno 1982   |
| 42  | Il GE999 sta per raggiungere il pianeta Rimembranza, così chiamato perché ha la caratteristica di risvegliare i ricordi delle persone. Rimembranza è la destinazione di Female, un'anziana donna molto scontrosa e maleducata soprattutto verso il Controllore, che tuttavia si mostra stranamente indulgente con lei. Mentre il GE999 attraversa la fascia di asteroidi che circonda Rimembranza, Female, grazie ad un dispositivo di controllo in proprio possesso, fa deragliare il treno e poi cerca di accusare il Controllore; Masai e Maisha intuiscono che la responsabile è lei e l'affrontano, ma è il Controllore a risolvere la questione, schiaffeggiando la donna e costringendola a consegnargli il dispositivo. Il treno è ora libero di raggiungere Rimembranza; al momento di scendere, Female si rivela una bellissima ragazza, un tempo fidanzata del Controllore, e aveva viaggiato mascherata per non farsi riconoscere. Il Controllore, però, aveva intuito sin dall'inizio la verità ed è per questo che si è sempre mostrato tanto accomodante con lei. Female gli spiega di averlo lasciato perché il Controllore è un inguaribile e squattrinato sognatore che non dà alcuna importanza alla sola cosa che per lei conta veramente, il denaro, e lo congeda con disprezzo. Il Controllore, pur amareggiato, spiega a Masai di serbare ancora nel proprio cuore il ricordo della donna meravigliosa che Female era un tempo e che nulla, neppure la stessa Female, potrà distruggere questo ricordo. Ripartiti, Masai confessa di non riuscire a capire il Controllore; mentre il bambino dorme, Maisha gli confida che la vera felicità non può essere data dall'immortalità, come Masai invece crede, ma solo dalla possibilità di avere ricordi belli come quello del Controllore. |                   |                  |
| 43  | Kim 「嵐が丘のキラ」 - arashi ga oka no kira | 16 agosto 1979    | 22 giugno 1982   |
| 43  | Il GE999 arriva sul Pianeta delle Cime Tempestose, così chiamato perché sferzato in continuazione da un vento fortissimo. Mentre si riposano in albergo, Masai e Maisha vengono assaliti da un ladro che ruba il biglietto di Masai; il bambino si mette subito all'inseguimento e ferma un ragazzo di nome Kim, che però nega di aver commesso il furto. Anche il padre di Kim sostiene l'innocenza del figlio; indagando, Masai e Maisha scoprono in effetti che il ladro era un uomo adulto. Poco dopo, infatti, il padre di Kim si imbarca sul GE999 proprio con il biglietto di Masai, provando che il ladro era proprio lui. L'uomo, gravemente malato, vuole lasciare il pianeta per non essere più un peso per Kim. Quest'ultimo intuisce la verità e prega Masai di farlo salire sul treno per convincere il padre a restituire il biglietto; Masai è dubbioso, ma Maisha lo convince ad avere fiducia nel ragazzo. Kim si dimostra onesto fino alla fine e Masai recupera il biglietto. Tutto si risolve per il meglio e Masai e Maisha possono ripartire con il GE999. Masai riflette sul fatto che Kim è intenzionato a guadagnarsi un biglietto con le proprie forze, mentre lui ha avuto la fortuna di incontrare Maisha, che gliel'ha procurato; Maisha, allora, gli fa osservare che è vero che lei gli ha regalato il biglietto, ma ora spetta a Masai dimostrarle che ha avuto ragione a dargli fiducia, e per farlo dovrà impegnarsi ad affrontare e superare tutti gli ostacoli che si troverà davanti, proprio come faranno anche Kim e suo padre. |                   |                  |
| 44  | Le streghe cosmiche (prima parte) 「ワルキューレの空間騎行 前編」 - warukyure no kūkan kikō zenpen | 30 agosto 1979    | 23 giugno 1982   |
| 44  | Il GE999 arriva sul Pianeta Inaridito, un mondo dall'aspetto desertico e desolato. Masai e Maisha conoscono Preedar, un giovane cantante estremamente talentuoso, ma un po' troppo pieno di sé, e la fidanzata di questi, Alice. Preedar è intenzionato a prendere il GE999 per emigrare su un altro mondo dove potrà diventare un cantante famoso e chiede un prestito ad Alice, senza però rivelarle che userà il denaro per comprare il biglietto del treno; Alice, pur avendolo intuito, lo aiuta volentieri per permettergli di realizzare il suo sogno. Il GE999 riparte e Masai, sul treno, si scontra con Preedar, accusandolo di essere un insensibile e un egoista e di aver abbandonato Alice; Preedar, però, ricorda a Masai che anche lui è salito sul GE999 per inseguire un sogno, al pari di lui, e perciò Masai non ha alcun diritto di giudicarlo. La discussione è interrotta da un'emergenza improvvisa: il GE999 viene assalito dalle tre terribili Streghe Cosmiche. |                   |                  |
| 45  | Le streghe cosmiche (seconda parte) 「ワルキューレの空間騎行 後編」 - warukyure no kūkan kikō kōhen | 6 settembre 1979  | 24 giugno 1982   |
| 45  | Le Streghe Cosmiche dirottano il GE999 sulla grande astronave di Varkuele, la madre delle Streghe Cosmiche, il cui spazio circostante è cosparso di migliaia di scheletri umani. Masai, Maisha, il Controllore e Preedar vengono poi portati al cospetto di Varkuele; la regina condanna i quattro ad un'ora di prigionia, al termine della quale li darà letteralmente in pasto ad una nebulosa costituita da voraci batteri carnivori. Preedar, affranto, si pente di aver abbandonato Alice e si convince di meritare ciò che gli sta per accadere; Masai, però, lo esorta a reagire e i due mettono a punto un piano. Preedar distrae le Streghe Cosmiche con le sue canzoni e Masai e il Controllore tentano di tramortirle alle spalle, ma scoprono che le tre sono donne meccaniche; Maisha riesce tuttavia a distruggerle. Varkuele spiega ai quattro che le sue vere figlie sono morte molto tempo prima, uccise dagli esseri umani, e da allora, per vendicarsi, uccide tutti gli umani che incontra, decorando lo spazio attorno alla sua nave con i loro scheletri; ha poi costruito tre copie androidi delle figlie per combattere la solitudine, ma ormai ha compreso che quei tre freddi esseri meccanici non potranno mai sostituirle. Varkuele, ormai smascherata, tenta di uccidere Masai, ma Preedar si sacrifica per salvare il bambino. Preedar spiega a Masai di averlo fatto volentieri perché Masai è il solo ad averlo trattato come un suo pari e, dopo aver cantato un'ultima volta, muore. Varkuele, colpita dal coraggio di Preedar, lascia liberi Masai, Maisha e il Controllore e seppellisce Preedar accanto alle proprie figlie. |                   |                  |
| 46  | Fermata a "El Alamein" 「エルアラメインの歌声」 - eruaramein no utagoe | 13 settembre 1979 | 25 giugno 1982   |
| 46  | Un passeggero del GE999, di nome Namnee, minaccia il Controllore: vuole che il GE999 fermi su un pianeta chiamato El Alamein e se il Controllore non collaborerà, lui farà esplodere il treno. Masai cerca di far ragionare Namnee; questi spiega di essere alla ricerca di una nuova patria per il proprio popolo, poiché sul suo pianeta è in corso una disastrosa guerra decennale, e di essere riuscito a salire sul GE999 solo grazie ai suoi compaesani, che hanno fatto una colletta per comprargli il biglietto e permettergli di esplorare El Alamein. Il cervello elettronico del GE999, tuttavia, rifiuta di effettuare la fermata e Namnee si vede costretto a prendere in ostaggio Masai. A questo punto, il GE999 accetta di fermarsi su El Alamein e Namnee scende accompagnato da Masai e Maisha. I tre esplorano El Alamein, che si rivela essere stato teatro di violentissime battaglie proprio come la località nordafricana da cui prende nome, ma Namnee è soddisfatto e ritiene di aver trovato un pianeta adatto ad ospitare la sua gente. Masai, Maisha e Namnee vengono però improvvisamente aggrediti dai carrarmati rimasti sul pianeta, provvisti di sensori di movimento ancora attivi, e Namnee rimane ferito gravemente; per salvarsi, i tre sono costretti a fingersi morti. Il GE999 riparte, e Namnee, ormai morente, chiede a Masai di far sapere al suo popolo di aver finalmente trovato un pianeta in cui vivere in pace; Maisha e Masai decidono di non dire a Namnee che El Alamein sarà un mondo pacifico solo se nessuno ci metterà mai piede e il giovane muore felice al pensiero di aver salvato la sua gente. |                   |                  |
| 47  | Cavie da combattimento (prima parte) 「永久戦斗実験室 前編」 - eikyū sen to jikkenshitsu zenpen | 20 settembre 1979 | 2 luglio 1982    |
| 47  | Il GE999 ferma su un pianeta chiamato Colpo di Fucile, un mondo privo di risorse che affida la propria economia interamente al turismo e organizza perciò vere e proprie guerre per il divertimento degli ospiti. I soldati sono "cavie da combattimento", veri e propri schiavi che il governo di Colpo di Fucile compra da due vicini pianeti, Gomet e Ilbeth, e che poi schiera in eserciti contrapposti. Masai assiste con i propri occhi ad uno di questi "spettacoli" e ne rimane inorridito al punto di perdere l'appetito. A battaglia conclusa, un giovane soldato dell'esercito di Gomet di nome Zeda si infiltra nell'albergo e tenta di prendere in ostaggio Masai e Maisha, ma è ferito e perde i sensi; Masai e Maisha, allora, lo portano al sicuro lontano dall'edificio e lo medicano. Zeda è dapprima sospettoso, ma poi racconta ai due la propria storia e invita Masai a seguirlo per vedere il cimitero in cui sono sepolti tutti i soldati caduti fino a quel momento; arrivati al cimitero, però, Zeda svela di voler uccidere Masai per prendergli il biglietto del GE999 e fuggire dal pianeta. La diserzione di Zeda è presto scoperta dal governo, ma Maisha fornisce loro false informazioni, depistandoli; i governanti, però, cominciano a nutrire dei sospetti sui passeggeri del GE999. |                   |                  |
| 48  | Cavie da combattimento (seconda parte) 「永久戦斗実験室 後編」 - eikyū sen to jikkenshitsu kōhen | 27 settembre 1979 | 5 luglio 1982    |
| 48  | Masai racconta a Zeda le sofferenze da lui patite sulla Terra e Zeda, colpito, rinuncia ad ucciderlo e decide anzi di unirsi alla ribellione che mira ad uccidere il presidente di Colpo di Fucile. Zeda e due suoi compagni, Santana e Brutus, riescono a convincere l'esercito di Imbelth a schierarsi con loro e insieme elaborano un piano per rovesciare il governo. Masai, intanto, torna al GE999, ma qui viene informato dal Controllore che Maisha è stata arrestata per aver ostacolato la caccia a Zeda; essendo una passeggera del GE999, però, Maisha non può essere condannata e viene rilasciata. La ragazza si riunisce a Masai; i due scoprono casualmente che il governo è stato informato della rivolta da una spia e ha già preparato una contromossa. Masai tenta di avvisare Zeda, ma i rivoltosi decidono comunque di dare il via all'attacco e, come previsto, cadono in trappola. Si scopre che il traditore è Brutus: questi, smascherato, uccide Santana. Zeda elimina Brutus, ma cade a sua volta, colpito da una pallottola dell'ex amico. Masai, furibondo e sconvolto, vorrebbe uccidere il governatore del pianeta con le proprie mani, ma Maisha riesce a farlo ragionare. Ripartiti con il GE999, Masai conclude che la ribellione di Zeda non è servita a nulla, ma Maisha gli ricorda che, ora che la rivolta è di dominio pubblico, prima o poi qualcun altro si leverà e porterà avanti l'eroica crociata di Zeda per la libertà. |                   |                  |
| 49  | Il pianeta del futuro 「これからの星」 - korekarano hoshi | 18 ottobre 1979   | 30 giugno 1982   |
| 49  | Il GE999 arriva sul Pianeta del Futuro, un mondo caratterizzato da una relativa grande povertà, a dispetto del nome. Masai e Maisha hanno subito modo di fare la conoscenza degli abitanti, estremamente simpatici e premurosi e dediti al duro lavoro. La notte del loro arrivo, l'albergo dove alloggiano Masai e Maisha viene completamente raso al suolo da quello che sembra un improvviso e del tutto anomalo tornado. Masai e Maisha ne escono indenni, ma si accorgono che nella tempesta sono andati smarriti i loro bagagli e anche i biglietti del GE999; i due sono scoraggiati, ma scoprono di poter contare sulla solidarietà degli abitanti del pianeta. Masai è diffidente, ma Maisha lo esorta ad avere fiducia in loro e ad essere realista: è molto probabile che non recuperino più i biglietti e che debbano restare su quel pianeta per sempre. Maisha sembra persino contenta al pensiero, ma Masai non vuole arrendersi. Poco dopo, vengono raggiunti dai gestori dell'albergo, che restituiscono loro biglietti e bagagli, spiegando che tutta la città si è mobilitata per aiutare Masai e Maisha, e addirittura si scusano per averci messo così tanto a ritrovarli. Masai, sbalordito, chiede loro perché non ne abbiano approfittato per salire sul GE999 e i gestori rispondono che nessuno sul Pianeta del Futuro farebbe mai una cosa del genere: gli abitanti sono tutti molto poveri e conoscono molto bene l'importanza della condivisione, della solidarietà e del duro lavoro, le sole cose in grado di garantire loro un futuro di prosperità. Ripartiti con il GE999, Maisha spiega a Masai che è proprio questo il significato del nome del pianeta e Masai pensa a come sarebbe stato diverso per lui se fosse nato su un mondo come quello. |                   |                  |
| 50  | Il tunnel dei fantasmi 「亡霊トンネル」 - bōrei tonneru | 25 ottobre 1979   | 6 luglio 1982    |
| 50  | Il GE999 attraversa un lungo tunnel spaziale famoso per i molti incidenti che vi capitano. A causa di un misterioso problema con i binari elettronici, infatti, anche il GE999 si blocca ed è costretto ad una fermata imprevista. Neppure il cervello elettronico sa che cosa fare e non è neppure possibile chiedere aiuto perché le pareti del tunnel impediscono qualunque tipo di trasmissione. Una misteriosa donna, che si presenta come Eoros e sostiene di essere la padrona del tunnel, invita Masai a giocare con lei. Il bambino rifiuta ed Eoros se ne va, ma subito dopo le pareti del tunnel iniziano a chiudersi sul GE999; la responsabile è Eoros, arrabbiata per il rifiuto di Masai, e il ragazzo si vede costretto ad accettare il suo "invito". Eoros si rivela una donna androide creata dallo stesso uomo che ideò il tunnel spaziale; egli lo progettò difettoso di proposito solo per divertirsi a mettere in difficoltà i viaggiatori. Ora che il suo creatore è morto, Eoros gestisce il tunnel al posto suo, divertendosi a "giocare" allo stesso modo. Masai rifiuta di prendere parte al "gioco" ed Eoros minaccia nuovamente di distruggere il GE999; Masai si vede costretto ad ucciderla. Il GE999 può ripartire, ma Masai si è pentito di aver distrutto Eoros. Maisha, però, gli spiega che Eoros, essendo un androide, si rigenererà presto e continuerà a fare i suoi scherzi ai danni dei viaggiatori per sempre, un destino a cui non può ribellarsi perché contiene l'anima del suo creatore: Eoros non è altro che il fantasma di una persona crudele, condannata dalla propria malvagità a ripetere per l'eternità le stesse azioni. |                   |                  |
| 51  | Altemis (prima parte) 「透明海のアルテミス 前編」 - tōmei umi no arutemisu zenpen | 1º novembre 1979  | 7 luglio 1982    |
| 51  | Un misterioso ostacolo blocca il GE999; il centro comandi della Ferrovia Galattica invia alcuni missili e l'ostacolo è subito rimosso, ma i suoi frammenti, che si rivelano entità viventi, iniziano a piovere sul GE999 e ad implorare il treno di cambiare rotta, perché rischiano di fare del male alla loro madre. Il cervello elettronico del treno, però, rifiuta di fare qualsiasi deviazione; in effetti il GE999 finisce per schiantarsi su uno strano pianeta. La superficie è tuttavia gelatinosa e attutisce l'impatto, evitando danni al treno, che però si impantana e comincia a sprofondare. Masai e Maisha scoprono che i misteriosi esseri da loro incontrati vengono partoriti direttamente dalla superficie del pianeta, che era dunque la "madre" di cui parlavano. Il Controllore viene informato che la Ferrovia Galattica ha intenzione di distruggere il pianeta, che costituisce un pericolo per i treni spaziali; subito dopo, una navicella precipita sulla superficie, ma il pianeta, che è evidentemente dotato di una propria coscienza, modifica la propria conformazione, riuscendo ad attutire lo schianto. Masai e Maisha, allora, tentano di convincere il Controllore ad annullarne la cancellazione ed egli si mette in contatto con la Ferrovia Galattica: l'ufficio risponde che rinunceranno solo se gliene verrà dato motivo e concedono al GE999 dieci minuti. Masai e Maisha, intanto, soccorrono il passeggero della navicella appena precipitata: si tratta di una ragazza dal corpo trasparente, una dei numerosi figli del pianeta, e il suo nome è Altemis. |                   |                  |
| 52  | Altemis (seconda parte) 「透明海のアルテミス 後編」 - tōmei umi no arutemisu kōhen | 8 novembre 1979   | 9 luglio 1982    |
| 52  | Masai, Maisha e il Controllore portano Altemis, ferita, sul treno per prestarle le cure necessarie, ma le sue condizioni appaiono troppo gravi per poterla salvare. Altemis spiega loro di essere una figlia del Pianeta Madre e di esservi tornata per poter morire: è infatti molto malata e non si è ferita nello schianto. Altemis racconta poi ai tre la propria storia: all'inizio era un'entità informe, come tutti gli altri figli del Pianeta Madre, ma voleva ottenere una forma umana e si staccò dalla madre contro la volontà di quest'ultima. Altemis approdò su un pianeta e qui riuscì ad ottenere un corpo meccanico, ma fu poi costretta a lavorare giorno e notte per pagarne il mantenimento energetico. Inizialmente, ciò non le pesava, ma un giorno si rese conto che il suo nuovo corpo aveva fatto di lei una schiava e decise di ritornare a casa; rubò quindi una navicella e tornò sul Pianeta Madre. Il suo corpo è però oramai allo stremo e Altemis prega Masai, Maisha e il Controllore di riportarla dalla madre, dopodiché muore. I tre ne portano il corpo a quello che pare il cuore del Pianeta Madre e Altemis ne viene assorbita. I dieci minuti di proroga, intanto, sono scaduti e la Ferrovia Galattica invia dei raggi di energia distruttiva contro il Pianeta Madre. Masai cerca di impedirlo in tutti i modi, ma alla fine è costretto ad arrendersi e, in lacrime, si scusa con il Pianeta Madre per quello che gli sta per succedere; a sorpresa, la voce del pianeta gli risponde e lo rassicura, dicendogli che non è colpa sua e ringraziandolo per quello che ha cercato di fare per lei e la sua Altemis. Il pianeta gli consiglia inoltre di non commettere lo stesso errore di Altemis, che rinunciò alla propria natura in nome di un'immortalità senza gioia. Il Pianeta Madre viene infine distrutto, ma Masai giura a se stesso che non permetterà mai più che una cosa simile accada e riflette su ciò che la madre di Altemis ha cercato di insegnargli: che rinnegare la propria natura e i propri sentimenti solo per vivere in eterno è l'errore più grande che un essere umano possa commettere. |                   |                  |
| 53  | Il pianeta Specchio 「鏡の星の鉄郎」 - kagami no hoshi no tetsurō | 15 novembre 1979  |                  |
| 53  | Il GE999 arriva sul Pianeta Specchio. Masai si allontana per fare un giro e visitare la città; Maisha, inavvertitamente, scambia un ragazzo di nome Manabu, identico a Masai, per il piccolo compagno di viaggio. Manabu, che ha intenzione di imbarcarsi sul GE999, intuisce che Maisha è una passeggera e decide di approfittare dell'equivoco. Il vero Masai, ignaro di tutto, torna all'albergo e si trova di fronte Manabu. Passato il primo attimo di confusione, Manabu racconta la propria storia, che si rivela identica a quella di Masai; le sole differenze sono che Manabu aveva un gemello di nome Takeshi, morto poco tempo prima, e che ha ottenuto il biglietto per il GE999 acquistandolo da un venditore locale. Il giorno dopo, al momento di salire sul GE999, però, il biglietto di Manabu si rivela falso: Manabu e Takeshi sono infatti stati truffati. Masai e Manabu rintracciano il venditore truffaldino; nello scontro che segue, il truffatore muore e Masai viene tramortito. Manabu è per un momento tentato di prendere il suo posto, ma abbandona subito l'idea, decidendo piuttosto di rimboccarsi nuovamente le maniche e procurarsi un biglietto vero; dopotutto, riflette, Masai è il suo alter ego ed è quindi un po' come se lui fosse salito per davvero sul GE999. |                   |                  |
| 54  | Il pianeta dell'estate infinita (prima parte) 「終わりなき夏の物語 前編」 - owari naki natsu no monogatari zenpen | 22 novembre 1979  |                  |
| 54  | Il GE999 arriva sul Pianeta dell'Estate Infinita, un mondo dal clima perennemente estivo e popolato da una specie di "uomini insetto" che vivono in totale armonia con la natura. Masai trova il pianeta splendido, ma Maisha è preoccupata: l'estate è il periodo riproduttivo degli insetti e, siccome su quel pianeta l'estate non finisce mai, essi vi proliferano in continuazione e sono estremamente numerosi. Mentre passeggiano, infatti, Maisha viene rapita da una donna insetto che vuole usarla come cibo per i suoi piccoli. Masai cerca di liberarla, ma finisce per essere letteralmente messo in pentola dalla donna insetto. Quella che sembrava acqua bollente, però, si rivela solo piacevolmente tiepida: sul pianeta, infatti, la temperatura di ebollizione dell'acqua è molto inferiore rispetto alla Terra. La donna insetto, che è anche la regina del pianeta, decide allora per una soluzione estrema e avvolge il GE999 in un enorme bozzolo, trasformandolo in un nido per le uova degli uomini insetto. |                   |                  |
| 55  | Il pianeta dell'estate infinita (seconda parte) 「終わりなき夏の物語 後編」 - owari naki natsu no monogatari kōhen | 29 novembre 1979  |                  |
| 55  | Il GE999 è stato utilizzato dalla Regina degli Uomini Insetto, Sharp, come impalcatura per costruire un bozzolo che le permetterà di far nascere i suoi piccoli sul treno; il sostentamento per i nascituri saranno proprio i passeggeri del GE999. Il popolo di Sharp sta infatti per scomparire e i piccoli sono l'unica possibilità per garantire agli Uomini Insetto di continuare ad esistere come specie. Masai decide di distruggere le uova prima che le cose peggiorino, ma un uovo si schiude proprio davanti a lui e il bambino, vedendo il neonato, non ha il coraggio di ucciderlo. Il bozzolo, intanto, si dissolve e il GE999 è libero di ripartire; Sharp fa appena in tempo a salutare i piccoli, dopodiché muore. I cuccioli neonati, intanto, iniziano a invadere il GE999, ma, anziché aggredire Masai, Maisha e il Controllore, rosicchiano gli interni del treno; dopo poco tempo, però, i cuccioli muoiono, non trovandosi più nel loro ambiente naturale. Masai, però, trova un cucciolo superstite in uno dei vagoni letto e chiede al Controllore a riportare il GE999 sul Pianeta dell'Estate Infinita, così da permettere almeno a lui di sopravvivere; il cervello elettronico del treno, però, rifiuta e Maisha ha allora l'idea di utilizzare una delle scialuppe di salvataggio del GE999. Le scialuppe non sono provviste di un sistema di pilotaggio automatico e Maisha e il Controllore si vedono costretti ad improvvisare inserendo nel computer della scialuppa una sorta di piano di viaggio basato sull'istinto della casa degli insetti. Terminati i preparativi, la scialuppa con a bordo il neonato insetto viene lanciata nello spazio. L'idea ha buon esito e il piccolo ritorna a casa. Il Controllore mostra poi a Masai e Maisha un messaggio mandato al treno da Sharp appena prima di morire: la regina aveva saputo che Masai si è rifiutato di fare del male ai piccoli ed aveva perciò loro ordinato di non fare del male ai passeggeri del GE999. |                   |                  |
| 56  | Il pianeta dei dinosauri (prima parte) 「冷血帝国 前編」 - reiketsu teikoku zenpen | 6 dicembre 1979   |                  |
| 56  | Il GE999 arriva sul Pianeta dei Dinosauri, un mondo preistorico e molto pericoloso. Gli abitanti del pianeta sono uomini primitivi e decidono di fare il possibile per scoraggiare la permanenza dei passeggeri del treno, che vedono come una minaccia per il loro mondo. Masai e Maisha si imbattono in un giovane tirannosauro che si presenta come Shibi (cioè "piccolo", nome che gli è stato dato perché è parecchio mingherlino per uno della sua specie) e chiede loro come fare per imbarcarsi sul GE999; la "conversazione" è resa possibile da un dispositivo traduttore in possesso di Maisha. Shibi chiede inoltre a Masai di incontrarlo il giorno dopo; Maisha permette a Masai di andare, ma gli consiglia anche di stare alla larga dagli indigeni. Masai va all'appuntamento e Shibi gli spiega di voler partire perché vuole anche lui un corpo meccanico. Masai tenta di spiegare al dinosauro che la cosa è impossibile, soprattutto a causa della sua stazza, ma Shibi, troppo entusiasta per starlo a sentire, se ne va a fare i bagagli. La conversazione, però, è stata origliata dagli indigeni; alla notizia che Shibi vuole andarsene dal pianeta, gli uomini primitivi si infuriano e catturano Masai e anche Maisha, venuta a cercarlo. |                   |                  |
| 57  | Il pianeta dei dinosauri (seconda parte) 「冷血帝国 後編」 - reiketsu teikoku kōhen | 13 dicembre 1979  |                  |
| 57  | Masai e Maisha sono sul punto di essere bruciati vivi dagli indigeni, ma vengono tirati fuori dai guai da Lede, la fidanzata di Shibi, anch'essa un tirannosauro. Lede spiega loro che Shibi si è reso conto di non poter salire sul GE999 ed è partito per un periodo di studi sulle montagne orientali del pianeta; spiega anche che gli indigeni sono così aggressivi verso gli stranieri perché credono che vogliano rubare le risorse del pianeta, impressionando Masai e Maisha con la profondità dei propri ragionamenti. Masai e Maisha cercano allora di spiegare agli indigeni che le cose non sono come pensano loro e li esortano a ragionare, ma gli uomini, per tutta risposta, li catturano nuovamente. Un'iniziativa avventata di Masai peggiora ulteriormente la situazione; Maisha crea un diversivo e i due riescono a fuggire e a tornare al GE999 anche grazie all'aiuto di Shibi, che impedisce agli indigeni di inseguirli. Il dinosauro viene poi a salutare Masai alla stazione e si scusa per tutti i fastidi provocati dagli "animali a due gambe" del suo pianeta. Mentre il treno riparte, Masai riflette sul fatto che su quel pianeta i dinosauri sono ben più evoluti degli esseri umani: intelligenza e apparenza, infatti, non sempre vanno di pari passo. |                   |                  |
| 58  | Il villaggio dei fantasmi 「足音村の足音」 - ashioto mura no ashioto | 20 dicembre 1979  |                  |
| 58  | il GE999 arriva sul Villaggio del Rumore di Passi, un mondo dalle atmosfere piuttosto tetre. All'albergo, Masai e Maisha iniziano a sentire un rumore di passi; la padrona dell'albergo spiega loro che si tratta di spiriti che si aggirano per il villaggio, resi inquieti da un meteorite che anni addietro si schiantò nel cimitero, turbando il riposo dei morti. Quella notte, Masai si imbatte in un fantasma che si manifesta attraverso dell'acqua; passato il primo attimo di spavento, Masai scopre che si tratta dell'anima di una ragazza di nome Yayoi, molto simpatica e amichevole. Yayoi conduce Masai fino ad un grande albero; seguendo le sue indicazioni, Masai scava tra le sue radici e trova uno strano oggetto. Maisha si accorge della sua scomparsa e corre all'albero; Masai, però, non le permette di fare del male a Yayoi. Lo spirito, riconoscente, ringrazia Masai e scompare. Tornato all'albergo, Masai scopre che l'oggetto indicatogli da Yayoi è un album contenente schizzi di fumetti; la proprietaria dell'albergo li riconosce e racconta a Masai e Maisha la sua storia: Yayoi era una ragazza molto povera, ma nota a tutti per il suo talento nel disegno, al quale dedicava tutta se stessa. Un giorno, partì per incontrare un editore che si diceva interessato ai suoi lavori, ma l'editore alla fine rifiutò di pubblicarli; Yayoi, disperata, nascose i suoi lavori sotto l'albero e si tolse la vita. Masai, toccato, decide di portare con sé le tavole e di consegnarle a tutti gli editori che incontrerà durante il viaggio, nella speranza che qualcuno riconosca il talento di Yayoi e che la ragazza, vedendo il suo sogno realizzato, possa finalmente riposare in pace. |                   |                  |
| 59  | Lo specchio della pigrizia 「なまけものの鏡」 - namakemonono kagami | 27 dicembre 1979  |                  |
| 59  | Il GE999 arriva su un pianeta chiamato Specchio della Pigrizia, i cui abitanti, come dice il nome, sono caratterizzati da un'indolenza ai limiti dell'incredibile. Maisha non vuole scendere, così Masai si avventura da solo sul pianeta e scopre subito che la sua fama è ben meritata: ogni cosa, dalle vetture ai bar, è completamente automatizzata. Gli abitanti non hanno bisogno di fare assolutamente nulla e come risultato sono tutti così grassi che non possono più neanche uscire dalle loro case; Masai vede addirittura un'abitazione crollare perché il suo proprietario, obeso al punto da avere l'aspetto di una gigantesca palla di carne, ha commesso l'imprudenza di cambiare posizione. Masai, poi, conosce Saborina e Goodara, una coppia di ragazzi relativamente magri rispetto ai loro compaesani, ma comunque in grave sovrappeso. Saborina gli spiega che lei e Goodara si stabilirono sullo Specchio della Pigrizia per poter lavorare e farsi una vita, ma scoprirono ben presto che l'esasperata automatizzazione voluta dal governo del pianeta impediva loro, di fatto, di svolgere qualsiasi attività manuale. Goodara si è ben presto adattato, ma Saborina intende lasciare il pianeta prima che sia troppo tardi e chiede a Masai di aiutarla a salire sul GE999. Masai ci prova, ma il Controllore non vuole saperne di far salire Saborina senza biglietto; la ragazza, che comunque non aveva grandi speranze, ringrazia Masai per aver tentato e lo saluta, promettendogli che riuscirà a prendere il GE999 l'anno successivo e per allora sarà riuscita anche a dimagrire. |                   |                  |
| 60  | La terra del domani (prima parte) 「大四畳半惑星の幻想 前編」 - dai yojōhan wakusei no gensō zenpen | 10 gennaio 1980   |                  |
| 60  | Il GE999 arriva sul Pianeta del Domani, un mondo molto pacifico i cui abitanti sono tenuti all'oscuro dell'esistenza della Ferrovia Galattica e dei treni spaziali, forse per preservarne lo stile di vita, molto simile a quello della Terra del Ventesimo Secolo: a Masai e Maisha viene perciò imposto di tacere sul GE999. L'arrivo del treno viene però scoperto da un gruppo di ragazzi del pianeta. Uno di questi, Taro, progetta di imbarcarsi sul treno spaziale per lasciare il pianeta e ruba i biglietti di Masai e Maisha approfittando di un loro attimo di distrazione. I due non possono neanche denunciare il furto alle autorità del pianeta, di conseguenza non possono fare altro che cercare di recuperare i biglietti con le proprie forze. Masai e Maisha prendono una stanza in una pensione e qui Masai conosce Asaki, un disegnatore di fumetti; la notte stessa, però, Taro si intrufola nella loro camera e ruba i bagagli di Maisha e i vestiti di Masai. |                   |                  |
| 61  | La terra del domani (seconda parte) 「大四畳半惑星の幻想 後編」 - dai yojōhan wakusei no gensō kōhen | 17 gennaio 1980   |                  |
| 61  | Masai, grazie ad Asaki, ottiene un lavoro in un ristorante; Maisha, intanto, si rivolge ad una succursale segreta della Ferrovia Galattica. Tuttavia, nonostante le circostanze straordinarie, lei e Masai non possono ottenere altri biglietti e sono costretti a restare sul pianeta, a meno di non riuscire a recuperare in tempo quelli rubati. A entrambi viene comunque ribadito di mantenere il segreto sul GE999, perché gli abitanti del pianeta cominciano oramai a sospettare l'esistenza dei treni spaziali. Taro e i suoi amici, intanto, sono pronti a divulgare l'esistenza del GE999, ma Taro sta iniziando a pentirsi di quello che ha fatto. Il momento della partenza del GE999 si avvicina e Masai e Maisha decidono di recarsi comunque alla stazione; qui incrociano Taro, che, non visto da loro, cede infine al rimorso e getta via i biglietti. Masai e Maisha, stupiti, se li riprendono e chiedono a Taro perché abbia rinunciato: il ragazzo spiega di aver capito che fuggire come stava per fare servirebbe solo a fare di lui un vigliacco. Masai, capendo le ragioni che l'hanno spinto a rubare, decide di non serbargli rancore e gli regala due confezioni di spaghetti in brodo che aveva comprato con il denaro guadagnato con il lavoro. Il bambino fa quindi un salto alla pensione per pagare la stanza e salutare Asaki, dopodiché lui e Maisha ripartono sul GE999. Masai confida a Maisha di aver capito perché il pianeta è chiamato "Pianeta del Domani": i suoi abitanti, come Asaki e Taro, sono dotati tutti di una forza di volontà straordinaria che un giorno saprà condurre il pianeta verso un domani fatto di ricchezza e prosperità. |                   |                  |
| 62  | La città senza notte 「夜のない街」 - yoru nonai machi | 24 gennaio 1980   |                  |
| 62  | Il GE999 ferma alla Città Senza Notte, così chiamata perché, nonostante il sole sorga e tramonti normalmente, un grande lago riflette la luce delle stelle con una tale potenza che il cielo è sempre illuminato a giorno. Masai vorrebbe visitare il lago, ma Maisha glielo proibisce; Masai, comunque, si avventura nella città durante le ore notturne e viene arrestato per aver violato la "Legge sul Riposo". Anche Maisha, uscita per cercarlo, viene fermata dalle forze dell'ordine, ma riesce misteriosamente a cavarsela e ottiene la liberazione di Masai. La poliziotta che lo aveva arrestato, saputo che Masai vuole vedere il lago, lo avvisa di non andarci perché il luogo è abitato da una pericolosissima creatura chiamata Elon, simile al Mostro di Loch Ness, che si manifesta durante le ore notturne; la "Legge sul Riposo" è stata pensata proprio per evitare di scatenare la furia del terribile essere. Masai, comunque, non sente ragioni e Maisha accetta di accompagnarlo e di assumersi ogni responsabilità. Al lago, Masai e Maisha assistono ad una dimostrazione di forza da parte di Elon ai danni di quattro curiosi, che comunque riescono a ferire il mostro alla coda. Masai aiuta Elon, scoprendo che si tratta in verità di una creatura molto simpatica e sensibile: egli, infatti, non vuole essere visto per non mettere in imbarazzo gli abitanti del pianeta con il proprio aspetto. L'indomani, Masai e Maisha vengono fermati con l'accusa di aver provocato l'ira di Elon e causato così la morte dei quattro cittadini; i due riescono a fuggire, ma perdono il treno. Elon, per ringraziare Masai della sua gentilezza, li porta in volo fino al GE999. Finalmente al sicuro, Masai rivela di non capire gli abitanti della Città Senza Notte, che al tempo stesso sembrano odiare e temere Elon, ma Maisha gli risponde che non dovrebbe esserne sorpreso: è nella natura umana odiare chi è diverso e la prova sono le numerose e inutili guerre che l'uomo scatena per combattere nemici che in realtà non esistono. |                   |                  |
| 63  | Il sole artificiale 「ヤミヤミの姉妹」 - yamiyami no shimai | 31 gennaio 1980   |                  |
| 63  | Il GE999 arriva sul Pianeta del Buio Pesto, un mondo che non è illuminato da alcun sole e che perciò è avvolto in una perenne oscurità. Maisha scende da sola sul pianeta per alcune faccende personali, ma viene rapita da una misteriosa ragazza; intanto, un'altra giovane abitante, Meel, avvicina Masai, rimasto sul treno, e lo conduce a casa propria, dove il bambino conosce anche il padre di Meel, che è anche il capo del pianeta. Il padre spiega a Masai di avere anche un'altra figlia, Leeran, la quale intende realizzare un "sole artificiale" per il proprio pianeta, ma la fisiologia degli abitanti si è oramai adattata all'oscurità e la comparsa di luce potrebbe causare molti problemi; Leeran, però, non vuole sentire ragioni, così suo padre chiede a Masai di uccidere la figlia per il bene del pianeta. Masai si reca a casa di Leeran e qui trova Maisha: Leeran ha infatti intenzione di sfruttare la sua intelligenza per creare il sole. Masai cerca di farla ragionare, ma Leeran rifiuta di starlo a sentire e lo stordisce, dopodiché collega la mente di Maisha al proprio macchinario e crea infine il sole artificiale; ma gli abitanti, come previsto, iniziano a soffrire per la comparsa di luce. Meel implora Leeran di distruggere il sole, ma Leeran, troppo orgogliosa e ambiziosa per tornare indietro, la uccide. Maisha, allora, mostra a Leeran le devastazioni provocate dal sole artificiale e Leeran, sconvolta, fugge all'esterno, venendo immediatamente bruciata e uccisa dai raggi solari. Masai e Maisha ripartono sul GE999; il giorno dopo, leggendo il giornale, scoprono che il 99% della popolazione è morta a causa del sole artificiale e Masai, riflettendo sul fatto che la determinazione di Leeran era pari alla sua di ottenere l'immortalità, si rende conto di non aver finora considerato le conseguenze del proprio progetto. |                   |                  |
| 64  | Il pianeta del silenzio 「沈黙の聖地」 - chinmoku no seichi | 7 febbraio 1980   |                  |
| 64  | Il GE999 approda sul Pianeta del Silenzio, così chiamato perché su di esso è proibito fare rumore. Masai decide dapprima di restare sul treno e Maisha scende a terra da sola, ma poi, non vedendola tornare, Masai si avventura sul pianeta per cercarla. Il bambino si dimostra però molto insofferente alla regola del silenzio e non tarda a mettersi nei guai. Maisha, intanto, si è recata fuori città per comunicare con il suo misterioso superiore; tornata al treno, scopre che Masai è stato arrestato, ma una ragazza del pianeta di nome Silvia Horato, che aveva già tentato di aiutare Masai, si offre di darle una mano a salvarlo. Masai viene condannato alla forca per aver infranto la regola del silenzio; all'ultimo secondo, per fortuna, Maisha e Silvia intervengono e riescono a portarlo in salvo. Una volta al sicuro, Silvia spiega a Masai l'origine della paradossale regola del pianeta: un tempo, quel luogo era governato da un dittatore che si serviva di una vasta rete di delatori ben remunerati per individuare gli oppositori. A questi delatori erano stati impiantati dei timpani meccanici per permettere loro di ascoltare conversazioni compromettenti; ora il dittatore è stato deposto, ma l'abitudine alla delazione si è ormai consolidata e la legge del silenzio serve a mantenerla. Silvia ha deciso di ribellarsi a questa legge dopo che suo marito fu assurdamente giustiziato per aver violato la regola del silenzio ed è per questo che ha aiutato Masai e Maisha. I tre vengono circondati da una folla di abitanti, ma Masai riesce a stenderli tutti a suon di urla. Le grida di Masai distruggono tutti i timpani meccanici e Silvia, riconoscente, lo ringrazia, sapendo che ora che tutti gli abitanti hanno un udito normale, la regola del silenzio verrà finalmente abolita. |                   |                  |
| 65  | L'arpa della strega 「交響詩 魔女の竪琴」 - kōkyōshi majo no tategoto | 14 febbraio 1980  |                  |
| 65  | Il GE999 sosta su un pianeta chiamato Arpa della Strega; prima di scendere, Masai viene avvisato dal Controllore di non mangiare per strada. Masai, come al solito, fa di testa propria e come risultato, lui e Maisha vengono colpiti, per fortuna senza gravi conseguenze, da dei sensori installati in tutta la città; si tratta di fucili programmati per sparare a vista a chiunque abbia del cibo con sé. In albergo, Masai e Maisha conoscono Elisa, una giovane cameriera, e il fratello minore di questa, Nicholas, che aveva tentato di scippare Masai poco prima. Nicholas l'aveva fatto perché la madre dei due ragazzi è molto malata e i due, nonostante lavorino e siano ben pagati, non possono acquistare abbastanza cibo perché quasi tutte le vivande del pianeta sono destinate alla Regina del pianeta, Metamelina (spiegando i sensori). Tutte le sere, la Regina suona la propria arpa per segnalare che è il momento del tributo e chiunque non obbedisca viene giustiziato; questa storia va avanti da ormai duemila anni, lasciando così supporre che la Regina sia una donna meccanica. Nicholas, vedendo passare dei camion con i tributi in cibo, tenta di assaltarne uno, ma viene ucciso dai sensori. Masai e Maisha, allora, decidono di eliminare la Regina Metamelina; arrivati al suo cospetto, scoprono che Metamelina è in realtà morta più di cento anni prima e l'arpa è in realtà suonata dal vento che batte sulle sue corde attraverso una finestra che si apre ogni giorno alla stessa ora. La Regina era infatti troppo vanitosa per pensare di meccanizzarsi, ma ha lo stesso trovato un modo per continuare a regnare sul pianeta anche dopo la sua morte; nessuno degli abitanti, infatti, sa la verità. Masai distrugge l'arpa, causando un incendio che distrugge il castello della Regina Metamelina; Elisa e sua madre assistono all'esplosione del castello e capiscono che le loro pene ora sono finite. |                   |                  |
| 66  | Il pianeta dei funerali 「霧の葬送惑星」 - kiri no sōsō wakusei | 21 febbraio 1980  |                  |
| 66  | Il GE999 arriva sul Pianeta dei Funerali, i cui abitanti hanno come unica occupazione quella di organizzare funerali in continuazione. Prima di scendere, Masai e Maisha indossano dei mantelli neri per nascondersi tra gli abitanti, ma si tradiscono e vengono aggrediti da un corteo funebre. I due, creduti morti, vengono tumulati vivi, ma una ragazza di nome Matilde, che si occupa di suonare le campane ai funerali, li libera appena in tempo. Una volta al sicuro, Matilde spiega loro l'origine della macabra passione dei suoi compaesani. Molto tempo prima, il Pianeta dei Funerali era un mondo qualsiasi, ma un giorno una nave spaziale con a bordo un ragazzo e una ragazza vi si schiantò. Gli abitanti videro che il ragazzo era ferito, ma, essendo immortali, non capirono la situazione e non fecero nulla per aiutare il ragazzo, che morì. La ragazza, allora, li pregò di organizzare un funerale e gli abitanti acconsentirono; al momento della cerimonia, però, gli abitanti del pianeta trovarono così interessante e divertente questa novità che uccisero la ragazza, in modo da poter organizzare subito un altro funerale. Da allora, gli abitanti del pianeta non fecero altro che dedicarsi alla loro nuova passione, per loro l'unico rimedio alla noia dell'immortalità. Matilde, però, non condivide il gusto dei suoi compaesani per i funerali, così ha deciso di diventare campanara, cosa che se non altro le permette di stare alla larga dalle macabre cerimonie. La ragazza, però, avendo smesso di suonare le campane per andare a soccorrere Masai e Maisha, scatena l'ira degli abitanti del pianeta e viene uccisa. Masai, furibondo, assale e stermina un intero corteo funebre, dopodiché fugge sul treno assieme a Maisha. Mentre il GE999 riparte, Maisha osserva che la passione degli abitanti del Pianeta dei Funerali sembra quasi un segno d'invidia da parte di un popolo che, non potendo morire, forse ha finito persino per desiderare il privilegio della mortalità. Masai si domanda se proverà anche lui un morboso interesse per la morte una volta divenuto meccanico e ottenuta la vita eterna e riflette su ciò che ha cercato di spiegargli Matilde: che l'immortalità non è che un'agonia senza fine che priva la vita umana di qualunque significato e scopo. |                   |                  |
| 67  | Il monaco galattico 「宇宙僧ダイルーズ」 - uchū sō dairuzu | 28 febbraio 1980  |                  |
| 67  | Il GE999 è investito da una serie di fortissime vibrazioni, così potenti da danneggiare i denti di Masai e persino il treno stesso. Il responsabile è un passeggero del GE999, un monaco dal corpo meccanico di nome Dairuz in possesso di una campanella il cui suono genera le vibrazioni. Il Controllore convince il cervello elettronico del GE999 ad effettuare una fermata straordinaria di tre ore sull'asteroide 607 per riparare i guasti al treno e permettere a Masai di farsi visitare da un dentista. Sull'asteroide approda anche una navicella ambulanza con a bordo un ragazzo ferito di nome Michel e la fidanzata di questi, Maria. I due sono originari dell'asteroide 33, un luogo notoriamente turbolento: Michel, incattivitosi in seguito all'uccisione dei genitori durante una rapina, è entrato a far parte di una banda criminale ed è rimasto ferito nel corso di una sparatoria. Masai decide di restare accanto a Maria, in ansia per il fidanzato; questi ha però perduto la voglia di vivere e i medici non possono fare nulla per salvarlo. Il monaco Dairuz si offre di aiutarlo, ma Michel lo deride; Masai perde la pazienza e gli fa una sonora ramanzina, spiegandogli che non ha il diritto di far pagare al mondo intero le proprie disgrazie e facendogli presente che non è certo l'unico ad aver subito una simile perdita: aggiunge inoltre che Michel è fortunato perché avrà Maria sempre al suo fianco, mentre lui prima o poi dovrà separarsi da Maisha, ed esorta Michel a continuare a vivere. Michel riconosce di aver sbagliato e ringrazia Masai per averlo aiutato a ritrovare la voglia di vivere. Il monaco Dairuz, colpito, distrugge la propria campanella e poi dona a Masai il calcio necessario a ricostituire i suoi denti prelevandolo dal proprio corpo meccanico. Masai, sbalordito, gli chiede perché lo abbia fatto e Dairuz gli spiega che il ragazzo, con le sue semplici parole, ha ridato la vita a Michel, riuscendo a fare ciò che Dairuz, in seicento anni di meditazione, non era stato in grado di imparare. Il monaco, infatti, si era meccanizzato per dare a se stesso l'opportunità di viaggiare e aiutare i bisognosi, ma è costretto a riconoscere di essere ben lontano dall'illuminazione e consiglia a Masai di non fare il suo stesso sbaglio; il bambino, però, rimane risoluto a ottenere un corpo meccanico. |                   |                  |
| 68  | Il pianeta "curiosità" 「好奇心という名の星」 - kōkishin toiu mei no hoshi | 6 marzo 1980      |                  |
| 68  | Il GE999 transita vicino ad uno strano pianeta chiamato Curiosità, dall'aspetto simile ad un gigantesco occhio che non perde mai di vista il treno. Masai fa la conoscenza di una passeggera del GE999, Mill, che ha un legame particolare con Curiosità: tempo prima, infatti, su quello stesso treno Mill conobbe un giovane fotografo di nome Mask e se ne innamorò, ma Mask fu letteralmente risucchiato dallo strano pianeta per averlo fissato troppo a lungo. Il GE999 viene catturato da una delle lune di Curiosità: il pianeta, che è dotato di intelligenza propria, vuole infatti vedere da vicino i passeggeri. Masai, Maisha, Mill e il Controllore sono costretti a scendere su Curiosità; qui, i quattro ritrovano Mask, e Curiosità obbliga Maisha a spogliarsi per poterne osservare il corpo. Curiosità ne è così affascinato da decidere di vederne anche all'interno e ordina a Masai e al Controllore di sezionare Maisha; Masai si oppone, venendo per tutta risposta malmenato da Curiosità. Curiosità ipnotizza il Controllore per costringerlo a tagliare a pezzi Maisha e Masai, su consiglio di Mask, apre in due la superficie del pianeta, scoprendone l'interno e imbarazzando Curiosità al punto che questi perde il dominio sul Controllore, e il GE999 può ripartire. La vergogna di Curiosità è tale che, subito dopo la partenza del treno, decide di autodistruggersi ed esplode; Maisha osserva che dalle ceneri di Curiosità potrà rinascere un giorno un nuovo pianeta privo dei difetti del suo predecessore e che perciò quanto è accaduto non è poi così negativo. Masai, dal canto suo, capisce che, per quanto desideri saperne di più sul conto della sua misteriosa compagna di viaggio, se cominciasse a farle domande si ridurrebbe ad essere un "curiosone" proprio come il pianeta Curiosità e, avendo sperimentato sulla propria pelle gli effetti di un'eccessiva sete di conoscenza, decide di essere d'ora in avanti più discreto. |                   |                  |
| 69  | Assalto al treno 555 「Ｃ６２(しろくに)の反乱」 - c62 ( shirokuni ) no hanran | 13 marzo 1980     |                  |
| 69  | Il GE999 è costretto ad una sosta imprevista nello spazio a causa di un segnale malfunzionante. Dopo qualche ora, la locomotiva, incredibilmente, si sgancia da sola, impedendo al GE999 di proseguire. Masai, Maisha e il Controllore hanno poi un'altra, brutta sorpresa: sul GE999 sono imbarcati anche Ganthel e Mauzel, due rapinatori responsabili della recente rapina al treno spaziale 555. I due, smascherati, prendono in ostaggio il treno proprio nel momento in cui una squadra soccorso della Ferrovia Galattica raggiunge il GE999. Ganthel e Mauzel costringono la squadra ad agganciare una locomotiva d'emergenza al treno, in modo da poter dirottare il GE999 sul loro pianeta; il ritorno inaspettato della locomotiva originale del GE999, però, permette a Masai di prendere in mano la situazione e catturare i due ladri. Il GE999 riparte e Maisha svela a Masai di essere stata lei stessa a far allontanare la locomotiva del GE999 per testare la resistenza alla noia di Masai. Di nascosto, Maisha riferisce il risultato del test anche al suo misterioso e invisibile superiore, su ordine del quale aveva fatto sganciare la locomotiva; il grande mistero, a questo punto, sono le vere intenzioni di Maisha riguardo Masai. |                   |                  |
| 70  | La città dei fiori 「心やさしき花の都」 - kokoro yasashiki hana no miyako | 20 marzo 1980     |                  |
| 70  | Il GE999 sosta sul Pianeta dei Fiori, un mondo interamente cosparso di stupendi fiori. Nell'albergo in cui alloggiano Masai e Maisha scoppia improvvisamente un incendio che in breve dilaga su tutto il pianeta; il GE999 è costretto a ripartire prima del previsto per evitare il fuoco. Masai e Maisha vengono aiutati da una famiglia di abitanti del pianeta composta da Koah, il capofamiglia, la moglie Lea e i loro due figli Mea e Doah. Koah svela di essere stato lui ad appiccare l'incendio e lo ha fatto per distruggere i fiori: essi, infatti, sono tutti estremamente velenosi, tanto che la popolazione del pianeta si è ormai quasi dimezzata e i superstiti sono costretti a vivere sottoterra. Le leggi del pianeta, però, vietano di toccare in qualsiasi modo i fiori, pena la morte, e Koah viene presto individuato dalla polizia, nonostante i suoi compaesani tentino in tutti i modi di proteggerlo. Koah, sapendo che se uscirà di casa verrà giustiziato immediatamente, rifiuta di salire in superficie e la sua famiglia decide di morire al suo fianco. Masai e Maisha, allora, provano a convincere i poliziotti che Koah ha agito per il bene di tutti, ma invano; anche gli altri abitanti del pianeta si schierano al fianco della coraggiosa famiglia e alla fine i poliziotti, toccati, si ritirano di loro spontanea volontà. Passato il pericolo, il GE999 torna a prendere Masai e Maisha e i due possono finalmente ripartire; Masai ripensa al grande coraggio dimostrato da Koah e dalla sua famiglia, tutti pronti a sacrificare la loro stessa vita per la salvezza del proprio popolo, e si chiede se riuscirebbe mai a fare altrettanto per qualcuno, un giorno. |                   |                  |
| 71  | Il pianeta arido 「賽の河原の開拓者」 - sainokawara no kaitakusha | 27 marzo 1980     |                  |
| 71  | Il GE999 attraversa una zona dello spazio popolata da centinaia di migliaia di vere e proprie galassie in miniatura, tanto piccole da poter stare nel palmo della mano; dopodiché, il treno approda su un pianeta chiamato Limbo dei Bambini, un mondo estremamente arido e inospitale. Ciononostante, Masai si accorge che ci sono una gran quantità di campi arati e conosce il contadino responsabile: un uomo di nome Gonbei, il cui corpo, a furia di lavorare nei campi, è completamente ricoperto di terra indurita. Masai conosce anche il figlio di Gonbei, Yosaku, che tuttavia crede che tutto il lavoro del padre sia inutile su un pianeta arido come quello e ha intenzione di emigrare su un altro mondo, come ha già fatto tutto il resto del suo popolo. Il problema non è solo l'arsura, ma anche un gigantesco uccello che puntualmente rovina i campi di Gonbei e Yosaku. Masai vede con i propri occhi la bestia in azione e cerca di scacciarla, senza successo e finendo quasi per rimetterci la pelle. Una nave emigranti, intanto, arriva sul pianeta e Yosaku vorrebbe salirvi, ma, vedendo il padre messo alle strette per l'ennesima volta dalla bestia, decide di restare e abbattere l'animale. Il giovane, con l'aiuto di Masai, riesce nell'impresa e si riconcilia con Gonbei: ora che la bestia non c'è più, potranno finalmente lavorare i loro campi in pace e rendere il loro pianeta finalmente verde e rigoglioso. |                   |                  |
| 72  | Il continente nero (prima parte) 「大暗黒星雲アフリカ 前編」 - dai ankoku seiun afurika zenpen | 24 aprile 1980    |                  |
| 72  | Il GE999 arriva sul pianeta Kilimangiaro, situato all'interno della piccola e buia Nebulosa Africa, così chiamata per la sua forma. Al momento dell'atterraggio, lo schermo protettivo del treno si guasta misteriosamente; degli strani esseri penetrano nel GE999 e rapiscono il Controllore e successivamente anche Maisha. Masai, cercando di far luce sul mistero, si imbatte a sua volta nei rapitori, che si rivelano dei "Fantasmi Salterini" dall'aspetto di ombre prive di spessore. Il bambino commette l'imprudenza di aggredire i Fantasmi Salterini e viene catturato a sua volta e portato in un laboratorio. Qui, Masai ritrova Maisha e il Controllore e scopre che l'obbiettivo dei Fantasmi è sezionare e studiare i tre; le apparecchiature dei Fantasmi, però, non hanno alcun effetto su di loro, così le ombre decidono di concentrare i propri studi sul GE999: il treno viene letteralmente smembrato e smantellato dai Fantasmi per studiarne i segreti. |                   |                  |
| 73  | Il continente nero (seconda parte) 「大暗黒星雲アフリカ 後編」 - dai ankoku seiun afurika kōhen | 1º maggio 1980    |                  |
| 73  | Si scopre che i Fantasmi Salterini sono in verità invasori altamente tecnologici che sterminarono i primitivi indigeni di Kilimangiaro. Gli invasori crearono poi tre soli per migliorare il clima proibitivo di Kilimangiaro, ma le stelle artificiali innescarono una misteriosa mutazione che trasformò i coloni nei Fantasmi Salterini. Da allora, la civiltà dei Fantasmi ha continuato ad evolversi grazie ad ulteriori ricerche scientifiche e all'impiego di cavie per i loro esperimenti, le ultime delle quali sono proprio Masai, Maisha e il Controllore. La regina dei Fantasmi Salterini, da sempre contraria alla scienza dissennata dei suoi sudditi, decide però di intervenire: ricompone dunque il GE999 e libera Masai, Maisha e il Controllore. Il GE999 non può ripartire perché i binari sono stati danneggiati, ma la regina riesce a ripararli e il treno può finalmente riprendere il proprio viaggio. La regina spiega poi a Masai, Maisha e il Controllore di aver agito così proprio allo scopo di provocare la ribellione e far sì che i crudeli Fantasmi Salterini si distruggessero a vicenda; dopodiché, li saluta e riparte a bordo della propria navicella. Masai e Maisha trovano poi alcune lacrime versate dalla regina e capiscono che la saggia sovrana, in fondo, soffre profondamente per il proprio popolo e continuerà a piangere per il destino dei Fantasmi Salterini per l'eternità. |                   |                  |
| 74  | Un mondo di mendicanti 「17億6千5百万人のくれくれ星」 - 17 oku 6 sen 5 hyakumannin nokurekure hoshi | 8 maggio 1980     |                  |
| 74  | Il GE999 atterra sul Pianeta dei Mendicanti, tutti gli abitanti del quale vivono di elemosine perché nessuno vuole lavorare. Maisha spiega a Masai che un tempo si trattava di un mondo come un altro, ma il divario sociale tra classe dirigente e classe dei lavoratori crebbe al punto che questi ultimi, non riuscendo più a guadagnare neanche lo stretto indispensabile per vivere, smisero di lavorare e divennero mendicanti; anche i dirigenti, non essendoci più lavoratori, caddero in povertà e seguirono lo stesso destino. Questa situazione si protrae ormai da quasi cento anni e la professione del mendicante è la norma per tutti, tanto che nessuno degli abitanti se ne vergogna più. A sosta terminata, il GE999 riparte, ma Masai e Maisha si imbattono in due mendicanti, Ikari e la moglie Nasake, che sono riusciti a imbarcarsi di nascosto. Ikari, stufo della vita del questuante, ruba i vestiti di Maisha per Nasake e prende in ostaggio Masai; pretende inoltre che il vagone in cui si trovano lui e Nasake venga sganciato. Mentre Maisha e il Controllore prendono contatto con la Ferrovia Galattica, Masai ha modo di parlare con i due mendicanti e di capire le loro ragioni; pur conoscendo l'umiliazione di ricevere la carità altrui, però, Masai sa anche che il furto non è più dignitoso della mendicità e riesce a far ragionare Ikari e Nasake. Il bambino convince poi il Controllore e persino la Ferrovia Galattica a chiudere un occhio; Ikari e Nasake hanno così finalmente la possibilità di raggiungere un pianeta in cui poter vivere una vita vera. |                   |                  |
| 75  | Il pianeta sommerso (prima parte) 「水の国のシャイアン 前編」 - mizu no kuni no shaian zenpen | 15 maggio 1980    |                  |
| 75  | Il GE999 viene costretto ad atterrare su un pianeta su cui non era prevista una fermata, un mondo la cui superficie è quasi interamente coperta dall'oceano. Masai e Maisha vengono portati in una città sottomarina dagli emissari del Presidente-Primo Ministro del pianeta, Waterpress, e arrivano al cospetto di quest'ultimo. Waterpress ha fatto atterrare il GE999 perché l'oceano del pianeta è ormai privo di risorse e Waterpress intende abbandonarlo. Il Presidente-Primo Ministro costringe Masai e Maisha a farlo salire sul GE999; appena lasciata la città a bordo di una navicella subacquea, Waterpress ne attiva l'autodistruzione, in modo che il popolo degli Cheyenne, con il quale è da sempre in conflitto, approfitti delle sue tecnologie. Mentre si imbarcano sul GE999, il gruppo è attaccato da uno Cheyenne di nome Geronimo: questi rivela che sono gli Cheyenne gli abitanti originali del pianeta, mentre la gente di Waterpress vi si stabilì solo successivamente. Waterpress, che in un primo momento cooperò con gli Cheyenne, usurpò loro il controllo del pianeta, costringendoli ad un'esistenza ai margini della società, e Geronimo cerca ora vendetta in nome del popolo Cheyenne. Waterpress, però, uccide Geronimo con l'inganno e lui e i suoi seguaci si imbarcano abusivamente sul GE999, che lascia il pianeta sommerso. |                   |                  |
| 76  | Il pianeta sommerso (seconda parte) 「水の国のシャイアン 後編」 - mizu no kuni no shaian kōhen | 29 maggio 1980    |                  |
| 76  | Waterpress e i suoi seguaci dirottano il treno verso un altro pianeta ricco d'acqua, con l'intenzione di stabilirvisi a scapito degli abitanti. Sul Pianeta Sommerso, intanto, gli Cheyenne danno l'addio al coraggioso Geronimo; Navarro, capo degli Cheyenne e fratello di Geronimo, decide di inseguire Waterpress per fargli pagare la morte di Geronimo e la rovina del pianeta. Navarro parte a bordo di una delle navicelle fatte costruire da Waterpress (tentativi tutti andati a vuoto perché il popolo di Waterpress è notoriamente incompetente in materia di tecnologia spaziale) accompagnato da Susy, sua promessa sposa, e due compagni Cheyenne. La Polizia Galattica, intanto, informata del dirottamento del GE999, decide di attaccare il treno per fermare Waterpress; questi, però, costringe il Controllore a far compiere al treno il balzo nell'iperspazio. Il Controllore finge di cooperare, ma poi passa all'azione e riesce a mettere in scacco Waterpress. Navarro e i suoi raggiungono il GE999; Masai e Maisha tentano di convincerlo a consegnare Waterpress alla Polizia Galattica, ma Navarro, convinto che ormai non gli sia più rimasto nulla, non sente ragioni; ne segue uno scontro a fuoco in cui Navarro e i suoi hanno la peggio e l'intera carrozza è presa in ostaggio da Waterpress. Questi intende far staccare il vagone per darsi alla fuga. Masai e Navarro riescono a sventare il piano di Waterpress e il Presidente-Primo Ministro viene infine ucciso. Navarro decide poi di far ritorno sul Pianeta Sommerso, deciso a risanarne gli oceani e renderlo di nuovo bello e pieno di vita. Il GE999 riprende la propria strada; Maisha si complimenta con Masai per aver saputo far desistere Navarro dai propri propositi di vendetta, ma gli ricorda anche che non sempre è così facile distinguere il bene dal male. |                   |                  |
| 77  | Il fuoco della vita (prima parte) 「喰命聖女 前編」 - shoku inochi seijo zenpen | 12 giugno 1980    |                  |
| 77  | Il GE999 arriva su un pianeta chiamato Lago Piovoso perché vi piove ininterrottamente, proprio come nel caso della Città della Pioggia. Masai e Maisha fanno la conoscenza di un passeggero del GE999 che pare a dir poco terrorizzato al pensiero di trovarsi sul Lago Piovoso: egli spiega che su quel pianeta abita una strega che ruba l'anima alle persone. All'albergo, Masai e Maisha fanno la conoscenza di un giovanotto di nome Colombo e della sua fidanzata, Poesia; durante la notte, l'albergo è minacciato da un'inondazione e una giovane traghettatrice si offre di portarli tutti in salvo, dietro però pagamento. Solo Colombo e Poesia, però, riescono a pagare e a salvarsi; Masai, Maisha e il passeggero del GE999 rimangono nell'albergo, che crolla, uccidendo il passeggero. Masai sopravvive, ma nella confusione è separato da Maisha; tentando di ritrovarla, arriva in una futuristica abitazione, dimora della giovane traghettatrice, che scopre chiamarsi Arco. Questa conduce Masai al cospetto della propria padrona, la Regina, una strana donna che si nutre di strane fiammelle azzurre: si tratta del Fuoco della Vita, che estrae dalle persone che Arco cattura grazie al proprio lavoro e che le consente di essere bella e immortale. Masai scopre che le sue ultime vittime sono proprio Maisha, Colombo e Poesia: deve salvarli prima che sia troppo tardi. |                   |                  |
| 78  | Il fuoco della vita (seconda parte) 「喰命聖女 後編」 - shoku inochi seijo kōhen | 26 giugno 1980    |                  |
| 78  | La Regina intende rubare il Fuoco della Vita di Maisha per poter diventare la donna più bella dell'Universo. Masai assiste impotente all'estrazione del Fuoco della Vita dell'amica; deve restituirglielo prima che la Regina lo beva, altrimenti morirà. Il bambino si scontra con Arco, che si rivela una donna meccanica: ha deciso di rinunciare alla propria umanità per poter restare per sempre giovane e bella, ma ora si è pentita e lavora per la Regina per guadagnare il denaro necessario a riacquistare il proprio vero corpo, anche se considera la Regina una donna crudele e meschina. Masai riesce a riprendersi il Fuoco della Vita di Maisha e si dà alla fuga; Colombo si offre di catturarlo se la Regina gli permetterà di bere il Fuoco della Vita, facendolo diventare immortale. Il giovane riesce ad acchiappare Masai; la Regina, come promesso, gli concede un Fuoco della Vita e Colombo lo beve prima di conoscere una sconvolgente verità: si tratta di quello di Poesia, uccisa dalla Regina a sua insaputa. Colombo, sconvolto, si getta da una finestra del palazzo, morendo. La Regina decide di assaporare il Fuoco della Vita di Masai, prima di bere quello di Maisha; Arco, però, si è pentita di ciò che ha fatto, quindi restituisce a Maisha il Fuoco della Vita e inganna la Regina, facendole bere il proprio. La ragazza aveva però un corpo meccanico e come conseguenza la Regina perde l'immortalità. Masai e Maisha tornano al GE999, che riparte e lascia il pianeta appena prima che questo esploda perché Arco, prima di morire, ne ha attivato l'autodistruzione. |                   |                  |
| 79  | Il castello del tempo (prima parte) 「時間城の海賊 前編」 - jikan shiro no kaizoku zenpen | 3 luglio 1980     |                  |
| 79  | Il GE999 è giunto finalmente alle porte della Nebulosa di Andromeda: la fine del viaggio si avvicina. Masai è entusiasta, ma Maisha si comporta in modo molto strano. I due assistono ad una rissa fra due passeggeri del treno, prontamente sedata da un misterioso uomo incappucciato. Il treno approda poi sul pianeta Fusione Pesante, il più importante snodo ferroviario e commerciale dell'intera Ferrovia Galattica, che tuttavia ha l'aspetto di un antiquato mondo western. Maisha sembra conoscere particolarmente bene Fusione Pesante e si allontana da sola per sbrigare alcuni affari, ma Masai nota che l'amica sembra preoccupata e decide di seguirla. Masai, però, si perde per le vie del pianeta e finisce in un saloon malfamato, dove attacca briga senza volerlo con alcuni brutti ceffi. Il ragazzo viene tirato fuori dai guai da Releuse, la cantante del locale e sorella di Leuse, la Signora del Tempo incontrata da Masai sulla Tomba della Gravità. Releuse consiglia a Masai di rinunciare a cercare Maisha, ma il bambino non ha nessuna intenzione di arrendersi; Releuse lo informa allora che Maisha si è recata al "Castello del Tempo", la dimora di un fantomatico e terribile pirata le cui scorrerie stanno mettendo a dura prova Fusione Pesante. Maisha vi si è recata proprio per affrontare il misterioso pirata; Masai, temendo per la sua vita, si mette alla ricerca del Castello del Tempo. (Nota: all'inizio dell'episodio, Maisha afferma che il diametro della Nebulosa di Andromeda è di circa centomila anni luce. Si tratta di un errore: Andromeda è vasta in realtà duecentocinquantamila anni luce.) |                   |                  |
| 80  | Il castello del tempo (seconda parte) 「時間城の海賊 中編」 - jikan shiro no kaizoku chūhen | 10 luglio 1980    |                  |
| 80  | Masai, in cerca di informazioni su dove si trova il Castello del Tempo, torna al locale di Releuse. Qui incontra di nuovo il misterioso uomo incappucciato già visto sul GE999 e scopre che il padrone del Castello del Tempo è il temutissimo Capitan Harlock. Ciononostante, Masai si reca senza esitare al Castello del Tempo, ma viene catturato dagli uomini di Harlock, a capo dei quali c'è proprio Releuse, in realtà la ragazza del temibile corsaro. Maisha, intanto, è arrivata al cospetto di Harlock e dai loro discorsi emerge una triste verità: Maisha e Harlock facevano entrambi parte di un movimento che combatteva per riportare la pace e la giustizia nell'Universo, ma Harlock tradì per avidità i suoi compagni, causandone la morte. Maisha è l'unica superstite e si era messa sulle tracce di Harlock per ucciderlo e vendicarsi. Anche Masai viene portato da Releuse dinnanzi ad Harlock e il bambino assiste sgomento al duello tra Maisha e il pirata; Harlock ha la peggio e prende in ostaggio Masai intrappolandolo, grazie ai macchinari del castello, in una sorta di spirale del tempo e costringendo Maisha a deporre le armi. Ciononostante, Harlock manda comunque Masai alla deriva nel tempo e ciò scatena la furia di Maisha, che gli giura che lo ucciderà anche a costo della propria vita e riuscirà a salvare Masai. Il bambino, intanto, è stato spedito da Harlock indietro nel tempo fino all'ultima notte trascorsa con la madre sulla Terra. Masai cerca di approfittarne per avvisarla che sarà uccisa l'indomani, ma compare Releuse, che gli spiega che è impossibile cambiare il passato. Masai è così costretto ad assistere per la seconda volta alla morte della madre. |                   |                  |
| 81  | Il castello del tempo (terza parte) 「時間城の海賊 後編」 - jikan shiro no kaizoku kōhen | 17 luglio 1980    |                  |
| 81  | Masai è sempre intrappolato nel passato e rivive il primo incontro con Maisha, che lo salvò dopo l'uccisione della madre. Releuse, che come la sorella Leuse ha il potere di controllare il tempo, decide però di riportarlo al presente, avendo ormai capito le motivazioni del bambino. Maisha, intanto, prosegue la sua lotta con Capitan Harlock; al momento della resa dei conti, però, Harlock si rivela un pavido e un codardo. Maisha è pronta a dargli il colpo di grazia, ma ricompaiono Releuse e Masai. Releuse implora Maisha di risparmiare Harlock, ma, di fronte al suo rifiuto, reagisce prendendo le difese di Harlock. Il pirata prende così in mano la situazione e imprigiona Masai e Maisha, in attesa di decidere cosa farne. Releuse, rimasta a sorvegliarli, spiega loro di essere così devota ad Harlock perché il pirata la salvò dalla tristezza in cui era caduta dopo la scomparsa della sorella Leuse. Masai e Maisha riescono a liberarsi e Harlock decide di rifugiarsi nella spirale del tempo con Releuse; la ragazza, però, che ha ormai capito quanto Harlock sia spregevole, attiva invece un dispositivo di autodistruzione che sposterà lei, Harlock e l'intero Castello del Tempo nel futuro ad una tale velocità da dissolverli in pochi minuti. Anche Releuse si rivela una donna meccanica, come Leuse e lo stesso Harlock, ma non è riuscita a reprimere i propri sentimenti umani e preferisce perciò morire con dignità che vivere per l'eternità come una codarda rinnegando la propria umanità. Masai e Maisha riescono a fuggire appena in tempo; prima di tornare al GE999, Masai riporta al saloon la chitarra di Releuse e qui scopre che l'uomo incappucciato che aveva incontrato non era altri che il vero Capitan Harlock: il padrone del Castello del Tempo non era infatti altro che un vile impostore con un corpo meccanico. Sul treno, Masai chiede a Maisha perché avesse voluto comunque affrontare il falso Harlock, ma lei non risponde e Masai capisce di non essere il solo a dover fare i conti con un terribile ricordo che non potrà mai cancellare; sa però anche di avere davanti a sé un futuro e di avere il potere di renderlo meraviglioso. |                   |                  |
| 82  | L'ultimo volo di una farfalla 「短かな生命(いのち)の物語」 - mijikaka na seimei (inochi) no monogatari | 24 luglio 1980    |                  |
| 82  | Il GE999 arriva su un pianeta chiamato Sogno della Farfalla, abitato sia da persone normali che da uomini-farfalla provvisti di ali; la legge del pianeta privilegia però soltanto gli uomini-farfalla, che vivono nell'ozio più totale, mentre gli esseri umani sono costretti a lavorare per loro e relegati in una condizione di perenne povertà. Masai e Maisha fanno la conoscenza di Marilou, una gentile ragazza-farfalla, e del suo fidanzato, il superficiale e arrogante Marco. Marilou ama in segreto Leaf, un ragazzo che però è sprovvisto di ali; quando lo scopre, Marco intima a Leaf di stare lontano da Marilou e lo aggredisce. Marilou, indignata, lascia Marco per stare con Leaf. Marco rifiuta di accettarlo e arriva a organizzare una spedizione punitiva contro Leaf per costringere Marilou a tornare con lui; Masai vorrebbe prendere le difese dei due innamorati, ma Maisha, inaspettatamente, glielo proibisce, avvertendolo che se lo farà, infrangerà le leggi del pianeta e Marilou e Leaf saranno costretti a vivere da reietti. Masai, affranto, è costretto a permettere a Marco di portare via Marilou, ma Leaf non gli serba rancore. Masai e Maisha tornano al GE999; Masai è ancora arrabbiato con lei, ma Maisha si limita a fargli osservare che sta per arrivare l'inverno. Poco dopo la partenza del treno, infatti, un vento gelido inizia a spazzare il pianeta e gli uomini-farfalla, il cui ciclo vitale è breve proprio come quello delle vere farfalle, iniziano a morire uno dopo l'altro. Il primo ad andarsene è Marco; Marilou riesce a raggiungere Leaf e, dopo avergli detto addio, muore tra le sue braccia. |                   |                  |
| 83  | Una promessa mantenuta 「第３生命帯」 - daisan seimei obi | 31 luglio 1980    |                  |
| 83  | Il GE999 è costretto ad un cambio eccezionale del proprio itinerario: il Pianeta Cinque, su cui era prevista la prossima fermata, sta per esplodere e il treno effettua la sosta sul Pianeta Tre. Non è possibile saltare semplicemente la fermata perché il sistema planetario in cui il GE999 è arrivato si trova nel bel mezzo di una disastrosa guerra civile che vede contrapposti i Maya del Pianeta Uno e i Saba del Pianeta Quattro; il GE999 dovrà aspettare che la zona torni sicura prima di poter proseguire. Zess, un giovane pilota Saba, viene informato che l'esplosione del Pianeta Cinque spazzerà via anche il Pianeta Quattro; il comandante delle forze armate Saba lo prega di prendere con sé la propria figlia Leigh e di fuggire sul Pianeta Tre, dove potranno ricostruire la civiltà Saba. Il GE999 approda sul Pianeta Tre; scesi, Masai e Maisha vengono derubati dei biglietti da Uomini Scimmia. Questi sono in verità umani, così mutati a causa dell'atmosfera deleteria del pianeta; Masai e Maisha devono recuperare i biglietti e tornare sul GE999 al più presto o cominceranno a mutare anche loro. I due si imbattono in Zess e Leigh, che spiegano loro che il Pianeta Cinque è ormai esploso, annientando sia i Saba che i Maya, e loro due stanno studiando un modo per rimediare all'atmosfera nociva del Pianeta Tre. Rimasti soli, Zess e Leigh vengono avvicinati dai due Uomini Scimmia che hanno derubato Masai e Maisha: si tratta di due disertori Maya che però sono mutati nel giro di soli tre mesi. I due offrono a Zess e Leigh i biglietti del GE999 in cambio della loro navicella, ma Zess, indignato, li prende con la forza e li riporta a Masai e Maisha. I Maya rubano la navicella di Zess e Leigh, ma questa ha un guasto irreparabile al motore e non può partire. Zess propone allora ai Maya di cooperare per trovare un modo per sopravvivere, ma i Maya rifiutano; Zess e Leigh decidono di proseguire i loro studi da soli e salutano Masai e Maisha. Il GE999 riparte; Masai si domanda se Zess e Leigh ce la faranno, ma Maisha gli spiega che dipenderà tutto da quanta forza di volontà i due giovani impiegheranno per mantenere la promessa fatta di mantenere vivo il loro popolo. |                   |                  |
| 84  | Una prova d'amore 「巨象の星」 - kyozō no hoshi | 14 agosto 1980    |                  |
| 84  | Masai trova un messaggio in una bottiglia lanciato nello spazio da qualcuno. Si tratta di una lettera scritta da un esploratore di nome C.F. Stanley, rimasto intrappolato in una giungla sul Pianeta Colosso assieme alla moglie, Melza, e un assistente, Naar. Stanley si è recato su quel pianeta per cercare il leggendario Unknown, un gigantesco elefante dalle zanne dorate che si dice appartenga ad una mitica regina; Masai e Maisha convincono il Controllore a fare una sosta straordinaria su Colosso per trovare e salvare Stanley. I due si inoltrano nella giungla e trovano i tre dispersi, ma Stanley rivela di voler restare per continuare la cerca di Unknown: egli, infatti, aveva scritto il messaggio non come una richiesta d'aiuto, ma per far sì che qualcuno si ricordasse della sua missione. Naar e Melza, esasperati, decidono di andarsene senza di lui, ma in quel momento compare Unknown, che uccide lui e ferisce lei. Stanley, nonostante ciò, decide di proseguire e molto freddamente dice a Melza che non ha bisogno di una moglie che rifiuta di condividere il suo sogno; Melza, toccata, sceglie allora di stargli accanto. Anche Masai, capendo le ragioni di Stanley, decide di seguirlo e la spedizione riesce infine a trovare la regina della giungla, ma questa si rivela ostile e scatena contro di loro la furia di Unknown. Stanley si scontra con l'elefante e ha la peggio; Masai, allora, tenta di convincere la regina a fermare Unknown, ma le cose si mettono male e Maisha è costretta ad uccidere la donna. Poco dopo, Stanley muore a causa delle ferite riportate e Melza decide di restare sul pianeta accanto a lui; prega però Masai e Maisha di far sapere a tutti che Stanley ha trovato il leggendario Unknown e non era perciò il pazzo visionario che tutti credevano. |                   |                  |
| 85  | Il pianeta dell'amore intenso 「愛の幻影惑星」 - ai no gen'ei wakusei | 21 agosto 1980    |                  |
| 85  | Il GE999 arriva sul "Pianeta dell'Amore Intenso", così chiamato perché la sua atmosfera è in grado di risvegliare un profondo sentimento nel cuore di coloro che vi posano piede. Anche Masai, nonostante sia ancora un bambino, ne subisce gli effetti. Mentre passeggia per la città, Masai conosce Naya, una giovane poetessa innamorata di un pittore di nome Lester. Questi è però già infatuato di un'altra donna, Feliz, che tuttavia non lo contraccambia, mentre è freddo e scostante con Naya. Masai, sotto l'influenza del pianeta, si sente confuso e comincia a porsi delle domande su Maisha senza tuttavia saperne il motivo; proprio Naya, però, gli fa capire che la sua inquietudine è dovuta al fatto che prova un sentimento per Maisha. Lester, intanto, viene definitivamente scaricato da Feliz; disperato, causa involontariamente un incidente nel quale Feliz trova la morte e scopre che la donna di cui era tanto infatuato era in realtà solo un robot. Il pittore, per soffocare il dolore, si arruola nell'esercito e lascia il pianeta. Naya, però, rivela a Masai di non sentirsi affatto abbandonata: un giorno, Lester tornerà e lei sarà lì ad aspettarlo. Masai e Maisha ripartono sul GE999 e Masai, riflettendo su quanto sia bello poter provare sentimenti tanto intensi, si scopre a desiderare che il suo viaggio con Maisha non finisca mai. |                   |                  |
| 86  | Il pianeta degli abbandonati 「親知らず星のＵＦＯ」 - oya shirazu hoshi no ufo | 28 agosto 1980    |                  |
| 86  | Il GE999 arriva sul Pianeta degli Abbandonati, un mondo che, sebbene densamente popolato, è povero di risorse e perciò sottosviluppato. I giovani del pianeta, inoltre, sono tutti emigrati su altri mondi per cercare fortuna, di conseguenza Masai e Maisha si trovano dinnanzi agli occhi uno spettacolo estremamente deprimente (gli "abbandonati" sono i genitori dei ragazzi che hanno lasciato il pianeta). Alla locanda dove alloggiano, Masai viene scambiato dal proprietario per il proprio figlio, Enrico, nonostante non gli somigli affatto: la moglie spiega ai due che la disperazione ha irrimediabilmente offuscato la capacità di giudizio dell'uomo. Masai, toccato, accetta di assecondare l'innocua follia del pover'uomo per tutto il tempo della fermata. L'esperienza fa tornare in mente a Masai il proprio padre e il bambino rimpiange di non aver passato più tempo con lui. Una ragazza arriva poi alla locanda, chiedendo di Enrico. Quella notte, il vero Enrico torna di nascosto alla locanda per un veloce saluto ai genitori, ma, sorpreso da Masai e Maisha, racconta loro la verità: era emigrato sul pianeta Dory dove ha vissuto in uno stato di totale schiavitù, ma alla fine, esasperato, ha ucciso il proprio datore di lavoro e ora è in fuga. La ragazza che si è presentata all'albergo si rivela una poliziotta di Dory inviata a catturarlo ed Enrico si trova nei guai; Masai interviene e riesce a convincere la poliziotta a lasciarlo andare. Enrico, finalmente libero, si ricongiunge con la sua famiglia. |                   |                  |
| 87  | Il pianeta dimenticato da Dio 「海からきたエルザ」 - umi karakita eruza | 4 settembre 1980  |                  |
| 87  | Il GE999 arriva sul Pianeta Dimenticato da Dio, un mondo abitato da due popoli in costante conflitto tra loro e perciò continuamente impegnati in esercitazioni militari. Appena arrivato, il GE999 viene perciò perquisito dalla polizia del pianeta; Masai e Maisha fanno la conoscenza di Naska, un giovane e simpatico soldato che ha approfittato della situazione per infiltrarsi sul treno e fare un sonnellino. In seguito all'ennesima "fuga", Naska viene condannato a morte; il giovane s'è allontanato per andare a chiedere al governatore di far cessare le manovre militari. Masai decide di accompagnarlo; giunti al cospetto del Governatore, questi spiega che tutte queste esercitazioni sono necessarie perché si aspettano da un momento all'altro il ritorno sul pianeta dei bellicosi guerrieri Slaroyz. Masai e Naska soccorrono poi una ragazza Slaroyz finita in mare: si tratta di Elsa, la fidanzata di Naska, da cui il giovane si è dovuto separare perché costretto dalla sorella maggiore, Nanami. Elsa spiega loro che la città sottomarina dove viveva è stata distrutta dai bombardamenti. I superiori di Naska sono decisi a eliminare anche lei, che è l'unica superstite, e offrono a Naska la piena riabilitazione se sarà lui stesso ad ucciderla; la situazione viene salvata da Maisha, ma ora Naska ed Elsa sono dei fuorilegge e devono fuggire. Nanami, pur addolorata, capisce che deve lasciare il fratello libero di vivere la sua vita e gli permette di andare, augurandogli ogni bene. |                   |                  |
| 88  | Il pianeta morente 「運命の分れ星」 - unmei no wakare hoshi | 11 settembre 1980 |                  |
| 88  | Il GE999 arriva su un mondo chiamato Incrocio del Destino, dal quale potranno assistere ad uno spettacolo eccezionale: l'esplosione del pianeta vicino, ormai prossima. Gli abitanti si sono tutti trasferiti su Incrocio del Destino e Masai e Maisha assistono ad una sorta di cerimonia per celebrare l'imminente fine del loro pianeta. Masai, non capendo come si possa provare un tale morboso interesse per un evento così tragico, si allontana e conosce un giovane di nome Yakou, che, al contrario del resto del suo popolo, non s'interessa alla morte del suo pianeta. Yakou gli spiega di essere un inventore e un artista e che sono queste le uniche cose a cui vuole pensare; Aya, la sua fidanzata, è però decisa ad andarsene e lo lascia per un altro uomo, Mou, convinta che Yakou, sognatore com'è, non sia in grado di provvedere a lei. Yakou, furibondo, affronta Mou, avendo però la peggio a causa della propria incapacità. Maisha proibisce a Masai di intervenire, ricordandogli che spetta solo a Yakou e a Mou decidere del proprio destino. Yakou accetta la sconfitta, ma non di rinunciare ai propri sogni, e, spronato da Masai, si dedica a perfezionare un tipo di balestra da lui ideato. Il giovane riesce nell'intento ed è pronto a sperimentarla assieme a Masai e ad Aya e Mou, capitati casualmente sul posto: Yakou riesce ad uccidere una feroce tigre con la propria balestra, impressionando molto Aya (che comunque prende la propria strada assieme a Mou). Yakou ringrazia Masai per avergli ridato la fiducia in se stesso, provandogli che l'intelligenza vale molto di più della pura forza fisica, e il GE999 riparte. |                   |                  |
| 89  | Elegia di un pistolero 「ガンマン哀歌(えれじい)」 - ganman aika (erejii) | 25 settembre 1980 |                  |
| 89  | Il GE999 approda sul Pianeta degli Impiccati, un mondo dall'atmosfera western famoso per ospitare tutti i peggiori criminali della Nebulosa di Andromeda. Masai incontra due loschi capibanda, Nero e Bianco, che si contendono il controllo delle miniere d'oro del pianeta, e conosce una ragazza di nome Mimosa, che lavora come cameriera nell'hotel in cui lui e Maisha alloggiano. Il padre di Mimosa viene ucciso durante una sparatoria dalla banda di Nero, ma lo sceriffo non ha i mezzi per intervenire; Western Smith, un giovane pistolero amico di Mimosa, si allea allora con Bianco per farla pagare a Nero. Maisha viene ferita da due membri di una delle due bande, ma, stranamente, le prove sembrano accusare sia Bianco che Nero e Masai, deciso di vederci chiaro, si allea temporaneamente con Nero. Si scopre che il vero responsabile è proprio lo sceriffo, in realtà un criminale di mezza tacca al soldo di un certo Maggiore, il cui scopo è far salire la tensione tra le due bande in modo che Nero e Bianco si distruggano a vicenda, così da potersi impadronire delle miniere. Le bande alla fine si scontrano e sia Nero che Bianco rimangono uccisi; anche Western muore, colpito da una pallottola di Bianco per salvare Masai; si era alleato con uno dei due capi solo per ottenere il denaro necessario a Mimosa per aprire la sala da concerti che lei e suo padre desideravano da sempre. Lo sceriffo doppiogiochista viene smascherato da Maisha e impiccato assieme al Maggiore. Masai consegna il denaro a Mimosa e lui e Maisha ripartono sul GE999. Maisha, riflettendo a voce alta su come sia facile per individui come il corrotto sceriffo ingannare il prossimo, osserva che il destino di Western Smith era già segnato: un uomo onesto come lui non avrebbe potuto sopravvivere a lungo in mezzo a tanti criminali. |                   |                  |
| 90  | Le ragazze di ghiaccio (prima parte) 「アンドロメダの雪女 前編」 - andoromeda no yukionna zenpen | 9 ottobre 1980    |                  |
| 90  | Il GE999 arriva sul Pianeta della Neve Eterna, patria delle "Ragazze di Ghiaccio". Maisha avvisa Masai di non guardarle mai negli occhi, perché altrimenti morirebbe. Sul pianeta, Masai e Maisha si fermano a mangiare in un locale il cui proprietario, Tool, è famoso per preparare la migliore zuppa di taglierini dell'intera Nebulosa di Andromeda; con l'aumentare dei corpi meccanici, però, persino il suo locale sta andando in crisi e sarà presto costretto a chiudere. Maisha, poi, contatta di nascosto il proprio superiore, pregandolo di sollevarla dal suo misterioso incarico, ma senza successo; Masai, rimasto solo, decide di approfittarne per tornare alla spaghetteria. Tool racconta a Masai di aver rilevato il locale dal gestore precedente di essere stato fidanzato con la figlia di questi, Yuki, che però se n'è andata per ottenere un corpo meccanico; al locale si presenta poi una Ragazza di Ghiaccio in carne ed ossa, che vorrebbe gustare una zuppa di taglierini, ma non può perché il piatto si congela non appena lo tocca. Masai si mette a chiacchierare con lei, scoprendo di poterla guardare negli occhi senza pericolo, e poi decide di accompagnarla a casa perché la Ragazza di Ghiaccio gli ha promesso un corpo meccanico; Maisha, preoccupata, corre a cercarlo prima che sia troppo tardi. |                   |                  |
| 91  | Le ragazze di ghiaccio (seconda parte) 「アンドロメダの雪女 後編」 - andoromeda no yukionna kōhen | 16 ottobre 1980   |                  |
| 91  | Maisha s'imbatte in un losco individuo di nome Snowrok, proprietario di una fabbrica di corpi meccanici e alla costante ricerca di clienti; al rifiuto di Maisha di avere un corpo meccanico, però, Snowrok la tramortisce e la cattura. Snowrok è anche il responsabile della leggenda circa lo sguardo mortale delle Ragazze di Ghiaccio: ha infatti messo in giro la voce che solo con un corpo meccanico è possibile evitarne i letali effetti, in modo da aumentare la clientela. Snowrok porta Maisha nel proprio laboratorio e prova a tentarla con una "vendita promozionale", ma la ragazza riesce a farlo desistere mostrandogli il proprio vero aspetto (come nel caso del Romanziere dello Spazio); Maisha è comunque costretta ad uccidere il viscido venditore, dopodiché raggiunge finalmente il rifugio delle Ragazze di Ghiaccio. Qui ritrova Masai, impegnato in una strana impresa: la Ragazza di Ghiaccio gli ha infatti imposto di prepararle una zuppa di taglierini buona come quella di Tool e, se fallirà, dovrà cederle il proprio corpo, così da permetterle di assaporare finalmente la zuppa. Maisha decide di chiedere proprio a Tool di preparare una zuppa che non geli al contatto con la Ragazza di Ghiaccio e questi riesce nell'impresa. Subito dopo averla assaggiata, però, la Ragazza di Ghiaccio inizia a sciogliersi a causa del calore della zuppa e, in punto di morte, rivela di essere in realtà Yuki, la fidanzata di Tool, in un corpo meccanico fatto di ghiaccio: Yuki, pentita di essere stata tanto insensibile con lui e di aver rinunciato alla propria umanità, ha infatti voluto assaporare per l'ultima volta una delle sue zuppe, pur sapendo che ciò le avrebbe costato la vita. Il GE999 riparte; Maisha spiega a Masai che la cattiva reputazione delle Ragazze di Ghiaccio era in verità immeritata (anche a causa del perfido Snowrok) e aggiunge che la zuppa assaggiata da Yuki non si è congelata perché conteneva il calore umano di Tool e Masai, che era ciò di cui Yuki aveva davvero bisogno per riscaldare il proprio animo freddo e insensibile. |                   |                  |
| 92  | La città sottomarina 「海底都市の最期」 - kaitei toshi no saigo | 23 ottobre 1980   |                  |
| 92  | Il GE999 arriva sul Pianeta Arcobaleno, la cui superficie è inabitabile a causa di una guerra nucleare voluta dai governanti; i pochi superstiti vivono ora in città sottomarine. In albergo, Masai vede il direttore trattare in malo modo un turista e licenziare un giovane inserviente di nome Tadashi, che aveva cercato di far ragionare il padrone; indignato, Masai lascia l'albergo. Più tardi, il bambino incontra per caso Tadashi, che gli offre ospitalità in casa propria. Arriva anche Kumiko, un'amica di Tadashi, che tenta di convincere il ragazzo a scusarsi con il direttore dell'albergo, inutilmente. Mentre riaccompagnano Kumiko a casa, lei, Masai e Tadashi vedono un'autovettura schiantarsi e soccorrono la guidatrice, una ragazza di nome Mieko. Mieko è la segretaria del governatore e rivela loro che la piattaforma su cui si regge la città si è indebolita ed entro due ore un catastrofico terremoto la distruggerà completamente. Prima di spirare, Mieko regala a Tadashi e Kumiko un biglietto che permetterà loro di imbarcarsi su una nave emigranti e mettersi in salvo: lo aveva acquistato per il governatore, ma preferisce infatti aiutare loro, che sono stati così gentili con lei, piuttosto che il governatore che ha causato la guerra nucleare, nella quale lei ha perso la famiglia (come anche Tadashi e Kumiko). Tadashi e Kumiko si scoprono sinceramente innamorati l'uno dell'altra; mentre loro si preparano a partire, Masai cerca di avvisare i cittadini della catastrofe imminente, ma nessuno gli crede. Il GE999 è costretto ad una partenza anticipata di emergenza e Masai riesce ad infiltrarsi nella nave emigranti appena in tempo; subito dopo, infatti, la città sottomarina sprofonda. Tadashi e Kumiko, intanto, si scontrano con il direttore dell'albergo, salito di straforo sulla nave: egli rivela a Tadashi che Kumiko è in realtà innamorato di lui e ha ingannato Tadashi per potersi imbarcare e salvarsi dalla distruzione della città. Il direttore cerca di uccidere Tadashi, ma Kumiko lo difende, rimanendo ferita, e si scusa con lui per averlo ingannato; Tadashi la perdona. La nave raggiunge la superficie del mare e Masai scopre felice che il GE999 lo ha aspettato; Masai riprende il suo viaggio e saluta Tadashi e Kumiko, che lasciano il pianeta a bordo della navicella. |                   |                  |
| 93  | Ultimo volo 「昆虫惑星の螢子」 - konchū wakusei no keiko | 30 ottobre 1980   |                  |
| 93  | Il GE999 sosta sul Pianeta degli Insetti; il Controllore raccomanda a Masai e Maisha di essere molto prudenti su quel pianeta perché si sono verificati una serie di omicidi. I due, in effetti, trovano un uomo ucciso a coltellate lungo la strada principale, ma l'assassino si dilegua prima che possano catturarlo; inseguendolo, Masai e Maisha arrivano all'abitazione di una famiglia composta da due coniugi e dai figli, tra cui la giovane Otaruko. Quest'ultima, alla notizia che Masai è intenzionato ad ottenere un corpo meccanico, lo fa arrivare con un pretesto in un luogo isolato e lo fa aggredire da Uomini Insetto con l'obbiettivo di farlo "diventare" uno di loro; Maisha interviene appena in tempo. La ragazza ha capito chi è Otaruko e che è lei la responsabile di tutti gli omicidi e, accompagnata da Masai, si reca a casa sua; Otaruko, nel frattempo, ha subito una misteriosa trasformazione ed è diventata una sorta di Donna Insetto. La ragazza ha infatti scelto di schierarsi dalla parte degli insetti del pianeta e di salvarli dall'estinzione, ormai vicina, verso cui li stanno spingendo gli esseri umani. Otaruko, ormai smascherata, attiva l'autodistruzione della camera e muore nell'esplosione. Masai e Maisha tornano al GE999 e il bambino confessa di aver capito almeno in parte i sentimenti di Otaruko: gli insetti del pianeta erano oppressi dagli esseri umani proprio come questi ultimi sono tiranneggiati dagli uomini meccanici sulla Terra e Otaruko, saputo che Masai vuole diventare uno di loro, aveva cercato di convincerlo a unirsi a lei proprio perché sperava che almeno Masai fosse in grado di capirla. |                   |                  |
| 94  | Il piccolo mondo di Yayabol (prima parte) 「ヤーヤボールの小さな世界 前編」 - yayaboru no chiisa na sekai zenpen | 6 novembre 1980   |                  |
| 94  | Il GE999 viene dirottato dal losco Yayabol sul proprio pianeta, che pare una versione in miniatura della Terra. Masai viene invitato a cena da Yayabol in persona e, nonostante Maisha gli consigli di rifiutare, decide di accettare. Maisha, preoccupata, decide di accompagnarlo. Durante la cena, i due vengono a sapere che la madre di Yayabol è rimasta ferita poco tempo prima in un grave incidente in astronave. Subito dopo, Masai e Maisha hanno un'altra sorpresa, ben peggiore: Yayabol ha inviato falsi comandi al GE999, costringendolo ad una partenza anticipata, e Masai e Maisha, sgomenti, non possono far altro che guardare il GE999 che riparte verso lo spazio senza di loro. |                   |                  |
| 95  | Il piccolo mondo di Yayabol (seconda parte) 「ヤーヤボールの小さな世界 後編」 - yayaboru no chiisa na sekai kōhen | 13 novembre 1980  |                  |
| 95  | Maisha rassicura Masai che il GE999 tornerà a prenderli, dopodiché gli chiede di aiutarla ad indagare sulla madre di Yayabol, sulla quale nutre sospetti. I due scoprono che in effetti la madre di Yayabol è morta nell'incidente di cui Yayabol ha loro parlato e Yayabol, tentando di salvarla, ne ha trapiantato la coscienza in un gigantesco computer. Yayabol si rivela un completo inetto, incapace di fare alcunché senza l'aiuto della madre, contrariamente a Masai, che ha invece imparato a contare su se stesso. Messa di fronte a questa realtà, la madre di Yayabol, furibonda, tenta di uccidere Masai e Maisha, ma il computer che la contiene esplode a causa del sovraccarico generato dalla rabbia della donna. Il Controllore, intanto, appellandosi al regolamento, è riuscito a convincere il GE999 a tornare sul pianeta a riprendere Masai e Maisha. Sul treno, Maisha chiede a Masai se anche lui riporterebbe in vita la madre come ha fatto Yayabol, ma Masai risponde che il ricordo che ha della propria madre vale molto più di quello che potrebbe dargli una macchina; Maisha, commossa, abbraccia il bambino. |                   |                  |
| 96  | Il gatto volante (prima parte) 「フライング・クロ 前編」 - furaingu . kuro zenpen | 20 novembre 1980  |                  |
| 96  | Il GE999 arriva sul pianeta Kuima. Masai e Maisha fanno la conoscenza di una simpatica famigliola di gatti volanti composta da Kuro e dai suoi quattro piccoli, ma subito dopo vengono arrestati dalle forze dell'ordine del pianeta: sono sospettati di avere contatti con un'organizzazione ribelle della quale Kuro è una nota simpatizzante. I due riescono a trarsi d'impaccio grazie ad uno degli stratagemmi di Maisha: l'ufficiale incaricato di perquisirli controlla i loro bagagli e rimane così sconvolto nel vedere il misterioso contenuto della valigia di Maisha da decidere di rilasciarli e suicidarsi su due piedi. Masai e Maisha, poi, si imbattono nuovamente in Kuro e nei suoi gattini e anche in un prepotente gatto androide che manda via in malo modo Kuro, ruba il biglietto di Masai e si dà alla fuga; Masai e Maisha si gettano all'inseguimento del gatto androide per recuperarlo. |                   |                  |
| 97  | Il gatto volante (seconda parte) 「フライング・クロ 後編」 - furaingu . kuro kōhen | 27 novembre 1980  |                  |
| 97  | Masai e Maisha inseguono il gatto androide fino ad un rifugio sotterraneo, dove fanno la conoscenza di una ragazza meccanica di nome Nekoa. Questa è la padrona del gatto androide, il cui nome è Meo. Nekoa spiega a Masai che Meo ha allontanato Kuro da lui e Maisha per evitare che la polizia li prendesse di nuovo di mira: su Kuima, infatti, il governo perseguita i gatti volanti e chiunque abbia a che fare con loro. Il motivo è che il governo di Kuima sta costringendo tutti gli abitanti del pianeta a diventare meccanici e, poiché i gatti volanti come Kuro si avvicinano solo agli esseri umani, le bestiole sono in grado di individuare tutti coloro che tentano di sfuggire alla meccanizzazione. Nekoa è stata meccanizzata contro la sua volontà e ora ha organizzato una rivolta di gatti androidi per rovesciare il governo. Maisha viene mandata da Nekoa dai governanti con un messaggio: se non rinunceranno a completare la meccanizzazione, Nekoa scatenerà i gatti androidi contro Kuima. Il governo rifiuta di cedere e Nekoa dà il via alla rivolta; i militari, per tutta risposta, prendono in ostaggio Kuro e i suoi cuccioli. Nekoa vorrebbe proseguire l'attacco, ma Masai la costringe a sospendere l'azione per salvare Kuro. I militari approfittano della ritirata e riescono a uccidere tutti i gatti androidi, incluso il povero Meo, con un gas e a catturare Nekoa. Masai si sente responsabile, ma Maisha gli spiega che i gatti non avrebbero comunque permesso che la povera Kuro e i suoi piccoli morissero. Nekoa è condannata ad essere riprogrammata, ma preferisce piuttosto farsi uccidere. Anche Kuro, ora che è servita per eliminare la ribellione, è destinata ad essere uccisa, ma Masai e Maisha riescono a farla scappare insieme ai suoi cuccioli; ma, Kuro, ormai, non potrà mai più fidarsi degli esseri umani e la gatta volante e i suoi figli lasciano per sempre Kuima. |                   |                  |
| 98  | Il libro di storia 「宇宙に残った一冊の本」 - uchū ni nokotta issatsu no hon | 4 dicembre 1980   |                  |
| 98  | Il GE999 arriva sul Pianeta del Popolo Sconosciuto. Masai e Maisha si trovano dinnanzi uno spettacolo di abbandono e desolazione: il sole del pianeta sta infatti per esplodere e gli abitanti sono in procinto di lasciare il pianeta. Masai e Maisha conoscono una ragazza di nome Zoia, disperata perché il suo fidanzato, Holly, non vuole partire prima di aver concluso un importantissimo lavoro: la redazione per iscritto della storia del pianeta, il solo modo per garantire che il suo popolo non venga dimenticato, in quanto non esistono altri resoconti (per questo il pianeta si chiama così). Maisha riesce a fare in modo che Holly e Zoia ottengano il permesso di espatrio; all'ultimo momento, però, a Holly viene negato il permesso, non essendo egli utile per la ricostruzione della civiltà del pianeta. Zoia, in quanto scienziata e giudicata perciò utile alla causa, potrebbe comunque imbarcarsi, ma decide di restare accanto a Holly. La superficie del pianeta, intanto, comincia ad essere destabilizzata dalle potenti emissioni di raggi solari e ad essere scossa da terremoti ed eruzioni; la nave con a bordo gli esuli del pianeta decolla, ma finisce in mezzo ad una tempesta magnetica e precipita in un vulcano, finendo distrutta. Masai e Maisha tornano al treno appena in tempo e il GE999 lascia il pianeta pochi istanti prima che questo venga inghiottito dall'esplosione del sole. Holly è però riuscito a completare il suo libro e a lanciarlo nello spazio ed è proprio Masai a trovare la capsula che lo contiene: la storia del Popolo Sconosciuto è salva. |                   |                  |
| 99  | La città senza fondo 「四次元エレベーター」 - yojigen erebeta | 11 dicembre 1980  |                  |
| 99  | Il GE999 arriva sul pianeta della Città Senza Fondo, così chiamata per l'incredibile altezza dei suoi edifici. In albergo, Masai e Maisha vengono avvicinati da uno strano individuo che si presenta come Quinn Zaluna e afferma di essere un vecchio amico di Maisha, che però non lo riconosce; Quinn Zaluna se ne va, ma prima assicura a Maisha che si ricorderà presto di lui. Masai e Maisha vengono poi avvisati da un inserviente dell'albergo di non usare l'ascensore, perché tutti coloro che lo usano scompaiono misteriosamente al suo interno. Qualche ora dopo, mentre Masai dorme, Maisha viene invitata da Quinn Zaluna a bere qualcosa e la ragazza, decisa di a vederci chiaro, accetta di incontrarlo. Ridestatosi, Masai, non trovando l'amica, va a cercarla, ma decide imprudentemente di prendere l'ascensore; come risultato, viene letteralmente risucchiato nella quarta dimensione, un luogo dove prevale il puro subcosciente. Maisha si rende conto troppo tardi dell'accaduto e capisce che Quinn Zaluna l'ha allontanata dalla camera proprio a tale scopo. Quinn Zaluna acconsente a portare anche Maisha nella quarta dimensione; Masai, intanto, si ritrova ad attraversare luoghi a lui già noti (come ad esempio Megalopolis) e poi, sgomento, assiste nientemeno che al matrimonio tra Maisha e Quinn Zaluna. Si tratta però solo di un'allucinazione: la vera Maisha è in realtà appena arrivata nella quarta dimensione con Quinn Zaluna e lo sta cercando. Quinn Zaluna, apparentemente, collabora e Maisha riesce a trovare Masai, ma il misterioso uomo riesce a drogarla con l'inganno: terrà Maisha nella quarta dimensione finché non si stancherà di lei, dopodiché la ucciderà. Maisha, però, si riprende immediatamente e lei e Masai riescono a uccidere Quinn Zaluna e a tornare al GE999. Masai ripensa all'allucinazione avuta sul matrimonio tra Maisha e Quinn Zaluna e, sapendo che è stato proprio il suo subconscio a partorirla, si rende conto che Maisha è ormai diventata per lui qualcosa di più di una semplice compagna di viaggio. |                   |                  |
| 100 | Il mostro di Lu Zone 「ルーズゾーンの妖怪」 - ruzuzon no yōkai | 18 dicembre 1980  |                  |
| 100 | Il GE999 si sta avvicinando alla fermata successiva, il pianeta Lu Zone. Una strana atmosfera di pigrizia e apatia sembra pervadere tutte le persone a bordo del treno, incluso il Controllore, che inizia a mostrarsi negligente e svogliato fino all'inverosimile, e persino il cervello elettronico del GE999, che ora si comporta in modo bizzarro e imprevedibile: si tratta della "sindrome di Lu Zone", che colpisce tutti coloro che si avvicinano al pianeta. La sola ad esserne immune sembra Maisha. Masai, mentre passeggia sul treno, viene sbalzato all'esterno da un'improvvisa serie di scossoni e precipita sulla superficie di Lu Zone, che scopre essere coperta di rifiuti; qui viene aggredito da una sorta di gigantesco mostro fatto di rifiuti, che lo scaraventa nuovamente in orbita. Il GE999, intanto, arriva finalmente su Lu Zone e Maisha e il Conduttore fanno appena in tempo a salvare Masai da una seconda, disastrosa caduta. I tre capiscono che Lu Zone è deserto: gli abitanti hanno approfittato della propria ricchezza e, a forza di sprechi, hanno creato le montagne di rifiuti che ora coprono il pianeta, rendendolo invivibile e dovendo infine emigrare su altri mondi. Compare anche il mostro che ha aggredito Masai e che è in realtà una personificazione dello sfrenato consumismo degli abitanti di Lu Zone. I tre fanno in tempo a salire sul GE999 e il treno lascia il pianeta. Mentre riflette sul destino di Lu Zone, Masai, ripensando alla propria madre che gli rammendava i vestiti in modo che durassero il più possibile, capisce che troppa ricchezza è in realtà dannosa al pari dell'estrema povertà. |                   |                  |
| 101 | Il pianeta dei sogni 「永遠の夢追い星」 - eien no yume oi hoshi | 25 dicembre 1980  |                  |
| 101 | il GE999 sosta sul Pianeta dei Catturasogni dove, malgrado il nome, le persone credono solo nel freddo razionalismo scientifico: ognuno ha il proprio compito nella società e non è permesso seguire i propri desideri. Masai e Maisha si recano in una libreria e qui fanno la conoscenza di Aaron, un giovane ingegnere che sogna di diventare un disegnatore di fumetti. Dopo aver chiacchierato un po' con loro, Aaron se ne va, ma Masai e Maisha scoprono che i loro biglietti sono stati rubati e, credendo che il responsabile sia Aaron, lo denunciano alla polizia. Aaron è però innocente e viene rilasciato. Il giovane viene raggiunto da sua sorella Sally, ingegnere come lui, che gli confessa di essere stata lei a rubare i biglietti del GE999: lo aveva fatto per permettere a lei e ad Aaron di raggiungere un pianeta dove fosse possibile seguire i propri sogni. Aaron, sconvolto, fugge via, ma viene investito da una vettura. Il ragazzo, privo di sensi, viene ricoverato in ospedale. Masai e Maisha vanno a trovarlo; Aaron, in coma, sogna di trovare in libreria i fumetti che cercava da anni, ma che non era mai riuscito a trovare perché il governo del pianeta li aveva banditi, dopodiché muore. Sally, affranta, restituisce a Masai e Maisha i biglietti. Masai riflette su quanto sia fortunato ad avere la possibilità di inseguire liberamente il proprio grande sogno perché, se non ne avesse uno, la sua intera esistenza sarebbe priva di significato: l'intera vita umana non è che una rincorsa dei propri sogni. |                   |                  |
| 102 | La ribellione delle regine 「聖女王の反乱星」 - seijo ō no hanran hoshi | 8 gennaio 1981    |                  |
| 102 | Il GE999 arriva su un pianeta noto come Ribellione delle Regine i cui abitanti, nonostante abbiano sembianze umane, discendono tutti da vari tipi di insetti e sono divisi in clan, tutti in lotta tra loro; la disputa peggiore è quella tra Api e Calabroni. Masai e Maisha conoscono Dante, un giovane cameraman appartenente al Clan delle Vespe impegnato a realizzare un documentario sul proprio pianeta. Dante è innamorato di Maya, una ragazza membro del Clan delle Api, ma non possono frequentarsi. Api e Calabroni sono sull'orlo di una nuova guerra e Masai, deciso a impedirlo, si reca dalla Regina delle Api; al suo rifiuto, Masai propone di chiedere una tregua ai Calabroni e la Regina delle Api, ben sapendo che i Calabroni non gli permetteranno neanche di parlare, lo indirizza presso Regina dei Calabroni. Quest'ultima, come previsto, arresta su due piedi Masai, ma Dante, avvisato da Maya, riesce a liberarlo. Dante, spronato da Masai, si reca sul campo di battaglia con la propria telecamera per riprendere la guerra in corso, così da tramandarne la memoria ai posteri e impedire nuovi scontri, e s'imbatte in Maya. La ragazza lo esorta a documentare l'assurdo conflitto, ma poi lo abbandona, scusandosi perché non può andare contro le leggi della natura: lei è un'Ape e deve difendere la propria Regina. Sia Maya che Dante cadono poco dopo, uccisi dai Calabroni; Masai, affranto, prende la telecamera di Dante e completa per lui il documentario, mentre Maisha mette l'uno accanto all'altra i corpi dei due coraggiosi ragazzi. Il conflitto viene vinto dai Calabroni; l'intervento di Masai, però, è servito a far riflettere le Regine e forse, grazie anche al lavoro di Dante, in futuro i due clan riusciranno a trovare il modo di convivere in pace. |                   |                  |
| 103 | Le mille e una notte (prima parte) 「アンドロメダ千夜一夜 前編」 - andoromeda senyaichiya zenpen | 15 gennaio 1981   |                  |
| 103 | Il GE999 sta atterrando sul Pianeta Alì Babà, ma viene colpito da una serie di missili lanciati dai molti ladri che vivono sul pianeta e precipita in una zona desertica. Il treno potrebbe essere attaccato da un momento all'altro dai predoni e Masai, Maisha e il Controllore decidono di recarsi a piedi alla stazione; Masai e Maisha, però, vengono ben presto catturati da Ali Babà (che si rivela una donna) e dai suoi Quaranta Ladroni, mentre il Controllore riesce a defilarsi. Ali Babà spiega loro di soffrire molto la noia e propone ai due di raccontarle una storia per intrattenerla; se non riusciranno a divertirla, però, finiranno in pasto agli Uccelli Roccia. Maisha, allora, ha l'idea di raccontarle una storia de "Le mille e una notte" (che lei e Masai avevano letto prima sul GE999), rielaborandola con lei e Masai nei ruoli dei protagonisti. Ali Babà è soddisfatta e li lascia andare, ma i due hanno cantato vittoria troppo presto: Maisha, infatti, viene presa di mira da Ali Babà, rimasta colpita da lei al punto di decidere di trattenerla per sempre sul pianeta, e Masai, rimasto solo nel deserto, s'imbatte in un famelico Uccello Roccia. |                   |                  |
| 104 | Le mille e una notte (seconda parte) 「アンドロメダ千夜一夜 後編」 - andoromeda senyaichiya kōhen | 22 gennaio 1981   |                  |
| 104 | Masai viene tirato fuori dai guai dal Controllore; Maisha, che intanto è tornata al treno, viene rapita da una misteriosa donna, che però non è una dei ladroni di Ali Babà; questi ultimi riescono a raggiungerla e a prendersi Maisha. Masai e il Controllore soccorrono la donna, ignari dell'accaduto; questa afferma di essere la vera Ali Babà. Masai capisce che i ladroni incontrati finora non erano altro che vili impostori e decide di seguire la vera Ali Babà in un'incursione nel suo castello, ora in mano a quella fasulla, per riprendere il controllo del pianeta. Masai scopre che l'obbiettivo della falsa Ali Babà è scambiare il proprio corpo con quello di Maisha, così da potersene andare da quel pianeta noioso; Masai uccide l'impostora, dopodiché lui, Maisha e la vera Ali Babà sgominano tutti i predoni, che si rivelano in possesso di corpi meccanici. A questo punto, però, anche la vera Ali Babà vorrebbe il corpo di Maisha per potersi imbarcare sul GE999, ma viene catturata e uccisa da un Uccello Roccia. Masai e Maisha possono ora ripartire sul GE999 e Maisha spiega al piccolo compagno di viaggio come funzionavano davvero le cose su quel pianeta: tutti gli abitanti erano ladri provvisti di corpi meccanici, ma, essendo criminali e perdipiù immortali, non potevano fare altro che rubare gli uni dagli altri in un circolo vizioso senza fine. Ali Babà e i suoi ladroni, quindi, erano un classico esempio di immortalità spesa a vivere nel più sbagliato dei modi. |                   |                  |
| 105 | Le leggende dei giovani guerrieri 「若き戦士の伝説」 - wakaki senshi no densetsu | 29 gennaio 1981   |                  |
| 105 | Il GE999 arriva sul Pianeta Leggenda, abitato solo da uomini meccanici in perenne stato di apatia. Non vista da Masai, Maisha viene contattata dal suo superiore, che le intima di tornare immediatamente al treno: è stata infatti proprio Maisha a far fermare il GE999 sul pianeta Leggenda, contravvenendo agli ordini ricevuti. Masai e Maisha si imbattono poi in due ragazzi umani, Man e Saki, che fanno parte di un movimento di lotta contro la meccanizzazione, che sostengono tolga all'essere umano dignità e voglia di vivere (questa è la ragione dell'indolenza degli abitanti del pianeta). Man e Saki hanno in programma un'incursione al "Castello Meccanico", la base delle autorità del pianeta e propongono a Masai di unirsi a loro; il ragazzo, però, rifiuta e gli attivisti devono giustiziarlo. L'esecuzione è però interrotta dall'arrivo dei soldati meccanici, che portano Masai e Maisha al Castello Meccanico, dove incontrano il capo della comunità degli esseri meccanici. Masai ne apprende il crudele punto di vista e poi assiste inorridito alla morte di Man e Saki per mano del capo meccanico; Maisha uccide il capo meccanico, ma apparentemente lascia precipitare Masai dagli spalti del castello perché il bambino, nonostante tutto, è ancora deciso a meccanizzarsi. Masai si risveglia poi in albergo, scoprendo di essersi sognato ogni cosa. Maisha gli spiega che i ragazzi da lui incontrati sono in realtà morti molti anni prima, uccisi dagli uomini meccanici, e i loro spiriti hanno voluto mandargli quel sogno per avvertirlo di cosa potrà diventare se si meccanizzerà. È implicito che Maisha sapesse che ciò sarebbe avvenuto e proprio per questo ha fatto fermare il GE999 sul pianeta Leggenda, ottenendo uno scopo molto importante: è riuscita ad instillare in Masai il dubbio che la meccanizzazione non è poi una cosa così meravigliosa come lui ha sempre creduto. |                   |                  |
| 106 | Tristezza e solitudine 「幽霊駅(ゴースト ステーション)１３号」 - yūrei eki ( gosuto suteshon ) 13 gō | 5 febbraio 1981   |                  |
| 106 | Il GE999 ha ancora molta strada da fare prima di raggiungere la prossima fermata; il Controllore, per rendere meno monotono il viaggio, spegne il dispositivo gravitazione del treno e lui e Masai si divertono a sfidarsi a gare di "nuoto" a mezz'aria nei vagoni; qualcuno, però, prende il controllo del cervello elettronico del treno, riattiva il dispositivo e costringe il GE999 ad una sosta forzata su un planetoide artificiale apparentemente deserto, la Stazione 13. Maisha viene portata al cospetto del cervello elettronico della stazione, una personalità che afferma di chiamarsi Aaron e che spiega a Maisha di aver bisogno della sua "forza di volontà umana" per aiutare la sorellina, Gloss Alice, un essere di solo spirito. Sul treno, intanto, Masai fa la conoscenza di Gloss Alice, che si rivela una bambina molto buffa, e si diverte a giocare con lei. Il Controllore viene informato che il Comando Centrale della Ferrovia Galattica, venuto a conoscenza del dirottamento, intende distruggere la Stazione 13; il treno ha solo pochi minuti per andarsene. Maisha viene infine liberata e riportata al treno da Aaron e il GE999 abbandona la Stazione 13, che viene infine distrutta. Maisha spiega a Masai che Aaron e Gloss Alice erano soltanto due poveri ragazzi in cerca di un modo per combattere la solitudine che li attanagliava da tempo; Aaron, nel tentativo di aiutare la sorellina, ha usato la forza di volontà di Maisha per creare un corpo temporaneo per Gloss Alice e permetterle di giocare un po' con Masai che, anche se per pochi minuti, è stato il suo unico amico dopo tanto tempo. |                   |                  |
| 107 | Le regole della cavalleria 「キリマンジャロの鳥人」 - kirimanjaro no chōjin | 12 febbraio 1981  |                  |
| 107 | Il GE999 si ferma sul Pianeta dei Cavalieri del Kilimangiaro, i cui abitanti sono tutti soldati con un senso dell'onore e della cavalleria paragonabili a quelli degli antichi samurai. Masai e Maisha conoscono il capitano Alman e Izaka, un giovane pilota della squadriglia di Alman, che però è disprezzato ed emarginato dagli altri piloti perché di indole pacifista e, soprattutto, di origini umilissime; Izaka è infatti diventato un pilota di aerei solo perché appassionato di uccelli, passione che condivide con un bambino suo amico di nome Kikou. Il piccolo Kikou viene ucciso da un aereo nemico sotto gli occhi di Masai; Izaka, furioso, sferra un attacco alle linee nemiche nonostante sia appena sottoscritto un trattato di pace e abbatte un aereo avversario in un regolare duello. Alman arresta il giovane pilota, che per tutta risposta deride la cosiddetta cavalleria del comandante; Izaka è condannato alla fucilazione, ma Masai interviene e riesce a liberarlo. Izaka fugge a bordo del proprio aereo, ma viene inseguito da Alman e riesce a salvarsi solo perché il fumo della locomotiva del GE999 copre la sua fuga. Sul treno, Maisha spiega a Masai che Izaka era il solo ad aver davvero capito che cos'è la vera cavalleria: non l'ennesimo espediente adottato da pochi privilegiati per giustificare i loro soprusi, bensì un ideale che consente a deboli ed oppressi di innalzarsi al di sopra delle ingiustizie per conquistare finalmente la libertà di volare alti nel cielo come uccelli. |                   |                  |
| 108 | Il pianeta Maccherone 「マカロニグラタンの崩壊」 - makaroniguratan no hōkai | 19 febbraio 1981  |                  |
| 108 | Il GE999 arriva sul Pianeta Maccherone, un futuristico ed ipertecnologico mondo la cui forma è tale e quale al nome. Mentre riposano in albergo, Masai e Maisha vengono improvvisamente teletrasportati e miniaturizzati all'interno di una cella; i responsabili sono due abitanti del pianeta, una coppia di fratelli di nome Saab e Maine, intenzionati a imbarcarsi sul GE999 per lasciare Maccherone; come diversivo hanno fatto scoppiare una guerra di portata mondiale che in breve farà saltare in aria l'intero pianeta. Il GE999 è costretto ad una partenza anticipata e Saab e Maine riescono a salirvi perché sono riusciti a sostituirsi a Masai e Maisha nel cervello elettronico del treno. Masai e Maisha riescono a liberarsi e a tornare sul GE999 grazie all'aiuto di una misteriosa donna di nome Prometheum a cui Maisha si rivolge come alla propria madre; Prometheum, poi, contatta il computer centrale del pianeta Maccherone e lo convince a ridimensionare Masai e Maisha e punire Saab e Maine. I due fratelli, che si erano completamente scordati che il computer avrebbe potuto controllarli ovunque si fossero trovati, vengono eliminati e Masai e Maisha possono riprendere il loro viaggio. Masai è impressionato dal potere del pianeta Maccherone, ma capisce anche che la tecnologia, se usata con tanta esasperazione, può arrivare a corrompere irrimediabilmente l'esistenza umana. Ma c'è anche un'altra cosa a cui Masai non riesce a smettere di pensare: com'è possibile che la madre di Maisha si trovasse sul pianeta Maccherone insieme a loro? |                   |                  |
| 109 | Il pianeta fantasma (prima parte) 「メーテルの旅 前編」 - meteru no tabi zenpen | 26 febbraio 1981  |                  |
| 109 | Il GE999 è ormai vicino ad Andromeda; il treno aumenta la velocità per recuperare il tempo perduto sul pianeta Maccherone, ma inavvertitamente finisce intrappolato in una "piega del tempo", dove si imbattono in un GE999 appartenente ad un'altra linea temporale. I due treni finiscono per collidere e restare bloccati; Masai non resiste alla tentazione di dare un'occhiata all'altro GE999, ma Maisha ne è molto turbata. Sull'altro treno, Masai incontra una Maisha che però non è accompagnata da lui, bensì da un altro ragazzo, Redril, che comunque si è imbarcato con il suo stesso obbiettivo. Intanto, un misterioso pianeta, noto come Pianeta Fantasma, si sta avvicinando pericolosamente ai due treni, che devono separarsi prima che sia troppo tardi; per farcela, però, i due GE999 dovranno collaborare. Durante le operazioni, però, il vagone con a bordo le due Maisha si stacca e finisce sul Pianeta Fantasma. Masai e Redril scendono sul pianeta per cercare le rispettive compagne; parlando, Masai e Redril giungono alla conclusione di provenire rispettivamente dal futuro e dal passato e che Redril è il compagno di viaggio che Maisha ha avuto prima di Masai. I due ragazzi, aiutati dai due Controllori, riescono a trovare le due Maisha, riverse sull'erba e prive di abiti, ma vengono catturati dalle misteriose entità che abitano il pianeta. |                   |                  |
| 110 | Il pianeta fantasma (seconda parte) 「メーテルの旅 後編」 - meteru no tabi kōhen | 5 marzo 1981      |                  |
| 110 | Le entità del Pianeta Fantasma obbligano Masai e Redril a togliersi i vestiti per verificare se sono esseri umani; accertatesi della verità, le entità lasciano andare Masai e Redril e li rimandano ai treni assieme alle due Maisha. Approfittando dell'attimo di pausa, Redril racconta a Masai la propria storia, che si rivela molto simile a quella di Masai, con la differenza che egli proviene dal pianeta Kides e sua madre è morta di fame; come accaduto a Masai, comunque, Maisha gli ha salvato la vita e gli ha offerto un biglietto per il GE999. I Controllori, intanto, vengono sottoposti alla stessa "perquisizione" subita da Masai, Redril e le due Maisha e vengono presi in ostaggio da altre entità del pianeta. Queste si rivelano esseri meccanici e vogliono lasciare il GE999 perché gli abitanti umani (che loro chiamano "Uomini Veri") del Pianeta Fantasma danno loro costantemente la caccia, trattandoli come bestie e spiegando il trattamento che Masai, Redril, i Controllori e le due Maisha hanno subito prima; appurato che i passeggeri del GE999 sono brave persone, comunque, i due esseri meccanici li lasciano andare. È il momento dei saluti: Redril, l'altra Maisha e l'altro Controllore tornano al loro GE999 e i due treni possono finalmente ripartire. Maisha si accorge di aver indossato per sbaglio gli abiti della sua sosia e che questi sono molto più consunti dei suoi: ciò significa che erano Redril e l'altra Maisha a provenire dal futuro. Masai capisce così che Redril è il ragazzo che viaggerà con Maisha dopo di lui e che un giorno dovrà separarsi da Maisha. |                   |                  |
| 111 | Il pianeta dei pipistrelli 「惑星こうもり」 - wakusei kōmori | 12 marzo 1981     |                  |
| 111 | Il GE999 arriva sul Pianeta dei Pipistrelli, l'ultima fermata prima del capolinea su Andromeda: Maisha lo avverte che si tratta della sua ultima possibilità di rinunciare ad avere un corpo meccanico e lo invita ad utilizzare il tempo della fermata per pensarci su. Masai scopre in effetti di non essere più certo di quello che vuole veramente e la vista di un bambino che implora la madre di non meccanizzarlo non l'aiuta. Il ragazzo ripensa a tutte le avventure vissute dal momento della partenza e a tutte le persone che ha incontrato, senza riuscire a giungere ad alcuna conclusione, e finisce con l'addormentarsi. Al suo risveglio, scopre che qualcuno gli ha rubato i vestiti e il biglietto: il ladro è un giovane artista da lui incontrato poco dopo l'atterraggio del treno, desideroso di ottenere un corpo meccanico. Masai si mette subito alla sua ricerca, ma non riesce a trovarlo e il furto del biglietto non fa altro che aumentare i suoi dubbi. Maisha lo esorta a ritrovare il biglietto, se non altro per poter tornare sulla Terra, e i due si recano alla stazione. Qui riescono ad acchiappare il ladro, che, pentito, restituisce volentieri a Masai il biglietto; dopo le dovute spiegazioni, i due si salutano cordialmente. Masai e Maisha salgono sul GE999 e il bambino rivela di aver finalmente preso una decisione: ha capito che la meccanizzazione non è il solo modo per vivere, perciò andrà fino ad Andromeda e, una volta lì, deciderà se restare umano o acquisire un corpo artificiale. |                   |                  |
| 112 | Il buco nero (prima parte) 「青春の幻影 さらば９９９ 前編」 - seishun no gen'ei saraba 999 zenpen | 19 marzo 1981     |                  |
| 112 | Il GE999 è finalmente arrivato al capolinea: il pianeta Andromeda, il cui vero nome è "Promemume". Masai viene accolto da una donna meccanica di nome Mira, incaricata di fargli da accompagnatrice e di condurlo nel luogo dove potrà ottenere il suo corpo meccanico. Maisha, con la scusa di voler lasciare Masai libero di prendere la sua decisione, si allontana e si reca in un luogo segreto dove s'incontra con un uomo la cui anima è rinchiusa in un ciondolo, il Dr. Ban. Questi si rivela essere il padre di Maisha e le dà il bentornato a casa: Promemume, infatti, è il mondo natale di Maisha. Masai, intanto, guidato da Mira visita Promemume e rimane scioccato nel vedere gli uomini meccanici del pianeta resi pigri, viziati e annoiati dall'immortalità al punto di non sentirsi in dovere di lavorare o studiare. Masai assiste con i propri occhi al suicidio di un uomo meccanico che non sopporta più questa esistenza. L'uomo, prima di morire, avvisa il bambino di non fidarsi di Maisha: la sua compagna di viaggio, infatti, non è altri che la figlia della malvagia regina del mondo meccanico, Prometheum. Masai, inorridito, scopre che Maisha gli ha mentito sin dall'inizio; la regina Prometheum ha bisogno dei cervelli di giovani coraggiosi per mantenere vivo il suo impero meccanico e Masai non è altro che l'ultimo dei molti ragazzi che Maisha ha condotto sul pianeta a tale scopo. Masai, a questo punto, decide di restare umano, ma così facendo diventa un ribelle; Prometheum lo fa arrestare e lo condanna ad essere scaraventato assieme al GE999 nel buco nero vicino al pianeta. Maisha e Ban, intanto, si preparano a realizzare il proprio vero obbiettivo: distruggere Prometheum e il suo impero meccanico. Per farlo, Maisha deve lanciare il ciondolo contenente l'anima del padre nel nucleo energetico del pianeta; all'ultimo momento, però, Maisha si rifiuta, non avendo il coraggio di uccidere la propria madre. |                   |                  |
| 113 | Il buco nero (seconda parte) 「青春の幻影 さらば９９９ 後編」 - seishun no gen'ei saraba 999 kōhen | 26 marzo 1981     |                  |
| 113 | Masai e il GE999 riescono a sfuggire al buco nero grazie all'aiuto di Maisha; Masai, compreso così che l'amica gli è sempre stata leale, decide di tornare su Promemume per salvarla. Masai riesce a trovarla, ma Maisha è ora fermamente decisa a uccidere Prometheum, non volendo più che Masai rischi la vita a causa sua. Mira riesce a rubare la capsula energetica contenente l'anima di Ban da Prometheum e a riportarla a Maisha, venendo però uccisa. Masai e Maisha raggiungono il nucleo del pianeta, ma si scontrano con Prometheum; con l'aiuto di Masai, comunque, Maisha riesce a lanciare la capsula nel nucleo, svelando al tempo stesso di vestire sempre di nero per ricordare a se stessa le sofferenze patite a causa di Prometheum e mantenere viva dentro di sé la determinazione a porre fine al suo impero. Sia Prometheum che il nucleo finiscono distrutti e il pianeta, destabilizzato, sta ora per essere inghiottito dal buco nero; Masai e Maisha riescono a tornare al GE999 appena in tempo e il treno riparte mentre Promemume viene distrutto. Il treno approda su un altro pianeta; Maisha si allontana sostenendo di avere delle cose da fare e Masai torna sul GE999 ad aspettarla. Il bambino trova però una lettera di addio di Maisha e, sgomento, capisce che l'amica se n'è andata per sempre. Mentre il GE999 riparte, Masai vede Maisha a bordo di un altro treno seduta accanto ad un altro ragazzo, bisognoso di lei come lo era stato lui stesso e, pur sentendosi triste al pensiero che non rivedrà Maisha mai più, è anche felice e riconoscente per le sensazioni e le esperienze che ha vissuto con lei. Masai ha infatti imparato un'ultima, grande lezione: ad essere importante non è la meta di un viaggio, bensì il viaggio stesso e i ricordi che ne restano nel cuore. |                   |                  |